# Мельников, Константин Степанович
Константи́н Степа́нович Ме́льников (22 июля (3 августа) 1890, Москва — 28 ноября 1974, Москва) — русский и советский архитектор, художник и педагог, заслуженный архитектор РСФСР, один из лидеров авангардного направления в советской архитектуре в 1923—1933 годах.
Константин Мельников ещё в 1930-е годы получил мировое признание как «великий русский архитектор» современности, однако его уникальная творческая концепция в те же годы подверглась в СССР резкой критике за «формализм»; архитектор по сути был отлучён от профессии (последняя постройка по его проекту датирована 1936 годом).
Столетний юбилей архитектора ЮНЕСКО отметила тем, что объявила 1990 год годом Константина Мельникова. По результатам опроса членов Российской академии архитектуры и строительных наук, проводившегося в 2001 году, Мельников занял первое место среди выдающихся отечественных архитекторов XX века и третье — в мировом списке.

## Биография

### Рождение, ранние годы
Отец К. С. Мельникова, Степан Илларионович Мельников, был родом из села Александрово Сергачского уезда Нижегородской губернии (в настоящее время село Александрово Краснооктябрьского района Нижегородской области). Отбывая сверхсрочную воинскую службу в городе Воскресенске Звенигородского уезда, он женился на крестьянке Елене Григорьевне Репкиной. Вскоре после женитьбы чета переселилась в Петровско-Разумовское (в настоящее время — Москва), и Степан Илларионович получил казённую службу на строительстве и ремонте дорог во владениях первого в России высшего сельскохозяйственного учебного заведения — Петровской лесной и земледельческой академии (ныне Российский государственный аграрный университет). Семья Мельниковых была многодетной и патриархальной. 22 июля (3 августа) 1890 года, третьим по счёту среди оставшихся в живых детей, родился Константин Мельников.
Местом рождения К. Мельникова была «Соломенная сторожка» — построенный на границе академических владений и луга Бутырского сельскохозяйственного хутора глинобитный, крытый соломой барак, в котором проживали сторожа, охранявшие угодья Академии, а также находились комнаты рабочих, обслуживавших Новое шоссе (ныне — Тимирязевская улица). Позднее Степану Мельникову вместе с семьёй была предоставлена казённая комната на первом этаже в полицейской будке-доме, стоявшей поблизости с Соломенной сторожкой на пересечении современной Тимирязевской и Ивановской улиц. В доме, как вспоминал К. Мельников, «жили четыре семьи с таким количеством детей, что весь широкий двор был утоптан нами до приятной земляной ласковости». Степан Мельников тяготился службой, его тянуло к привычному крестьянскому труду. Уже на казённой квартире он завёл двух коров, построил во дворе дома коровник. В 1897 году семья Мельниковых переехала в выстроенный Степаном Илларионовичем небольшой собственный дом в подмосковную деревню Лихоборы. С переездом в свой дом Степан Мельников развил молочное хозяйство, начатое им ещё у Соломенной сторожки. Отец с матерью ежедневно возили на своей лошади молоко в Москву на продажу. Дети, в том числе и Константин, вставали с восходом солнца, помогали родителям выгонять коров на пастбище, разносили молоко по близлежащим дачам.
Образование К. Мельникова началось в четырёхклассной церковно-приходской школе прихода «Петропавловской домовой, что при Сельскохозяйственном институте, церкви». Особым прилежанием в учёбе Мельников не отличался, но любил чистописание, за что часто получал пятёрки. С малых лет Константин Мельников выделялся в семье и среди своих сверстников подвижностью, выдумкой, способностью и любовью к рисованию. В 1903 году Константин окончил церковно-приходскую школу и родители стали подбирать ему профессию. Учитывая рано проявившиеся художественные способности Константина, родители отдали его учеником в иконописную мастерскую Прохорова в Марьиной роще. Через неделю родители приехали навестить сына, который сильно скучал по семье и вольной жизни. Поехав с родителями домой, Константин так в мастерскую больше и не вернулся.

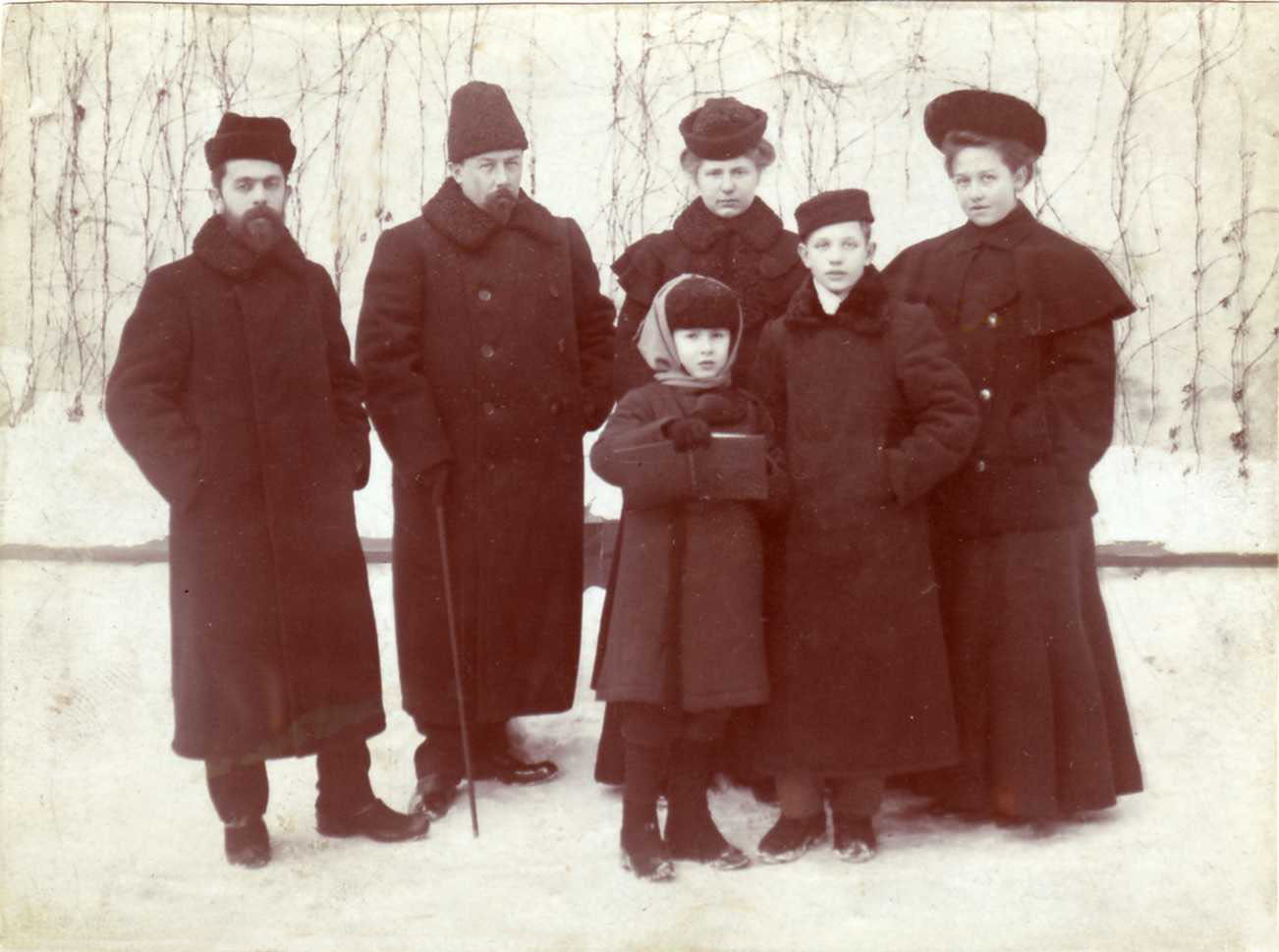
Константин Мельников (второй справа) с семьёй В. М. Чаплина (второй слева). 1904 г.

Родители Мельникова вскоре познакомились на рынке с молочницей Авдотьей Ивановной, которая разносила молоко по московским домам, в том числе в дом выдающегося учёного и педагога, специалиста в области отопления и вентиляции, инженера В. М. Чаплина. Действуя через швейцара Михайлу, Авдотья Ивановна помогла устроить Константина мальчиком в принадлежащий В. М. Чаплину и В. Г. Залесскому торговый дом «В. Залесский и В. Чаплин». Уже в первый день работы В. М. Чаплин, введя оробевшего ребёнка в огромный светлый зал с блестящим паркетом и лакированными столами, попросил его что-нибудь нарисовать. Константин почти целый день рисовал рельефную чугунную топку и был удостоен похвалы от Чаплина.

### Обучение в МУЖВЗ
В. Чаплин нанял для Константина учителя-художника, и в 1904 году Мельников выдержал экзамен по художественным дисциплинам в Московском училище живописи, ваяния и зодчества (МУЖВЗ). Однако уровень образования, полученного в церковно-приходской школе, оказался недостаточным для сдачи экзамена по русскому языку. Весь следующий за провалом на экзамене год Константин усиленно занимается с домашней учительницей детей В. М. Чаплина. Чаплин вводит Мельникова в свою семью, берёт его с собой в поездках на дачу, выделяя ему при этом отдельную комнату, жена Чаплина, Екатерина Андреевна, помогает Константину освоить элементарные манеры поведения в обществе.

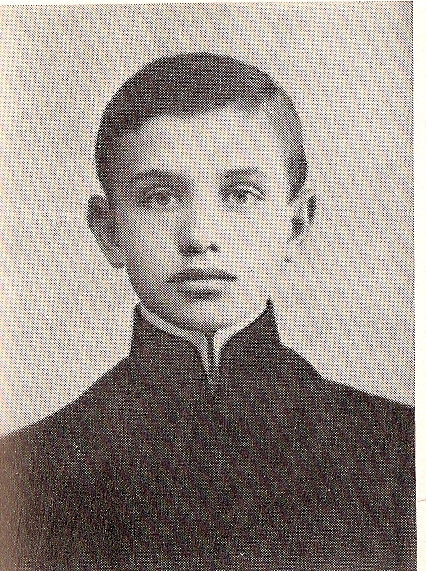
Константин Мельников при поступлении в МУЖВЗ, 1905 год

Осенью 1905 года пятнадцатилетний Константин Мельников блестяще сдал все вступительные экзамены и был зачислен на общеобразовательное отделение МУЖВЗ.

… Моё имя стояло в числе одиннадцати счастливчиков, среди 270 претендентов, — вспоминал К. С. Мельников, — Конкуренты мои носили усы и даже бороду — возраст служения Искусству <…> не ограничивался.

В училище Мельников обучался в общей сложности в течение 12 лет, получив сначала общее образование (1910), а затем став выпускником отделений живописи (1914) и архитектуры (1917). Его учителями на отделении живописи были художники К. А. Коровин, Н. А. Клодт, В. Н. Бакшеев, А. Е. Архипов, С. В. Иванов, С. В. Малютин, Мельников посещал также занятия скульптурой у С. Т. Конёнкова. За годы обучения в МУЖВЗ живопись Мельникова дважды удостаивалась премии имени братьев Сергея и Павла Третьяковых, его рисунки особо отмечались в одной из статей газеты «Русское слово», посвящённой обзору выставки работ училища.
По воспоминаниям о годах обучения самого К. С. Мельникова, архитектура в то время навевала на него скуку и он поступил на архитектурное отделение исключительно по настоянию своего учителя В. М. Чаплина. Поступив в 1914 году сразу в 4-й класс архитектурного отделения, Мельников догнал некоторых одноклассников по общеобразовательному отделению. Руководителем класса был профессор Ф. О. Богданович, знаток архитектурных стилей, известный строительством сложной системы благоустройства территории вокруг храма Христа Спасителя в Москве и храмов в неоготическом стиле (Собор Непорочного Зачатия Пресвятой Девы Марии в Москве и Храм Пресвятого Сердца Иисуса в Самаре). За первую самостоятельную работу — разрез «вестибюля в римском стиле», Мельников удостоился отзыва Ф. О. Богдановича: «есть штиль!». Учителями Мельникова на архитектурном отделении были такие известные академики архитектуры, как И. В. Жолтовский, И. А. Иванов-Шиц, С. В. Ноаковский. Сам К. Мельников наиболее высоко оценивал уроки И. В. Жолтовского, несмотря на то, что в дальнейшем их взгляды на архитектуру существенно разошлись. Жолтовский вёл занятия в виде бесед, анализируя художественные проблемы и закономерности архитектуры, подробно разбирая выдающиеся произведения архитектуры. Часто студенты собирались дома у Жолтовского, ведя беседы об искусстве и архитектуре. Эти беседы произвели на Мельникова большое впечатление — это были «очаровательные вечера» говорил он и добавлял, что вспоминает о них с большой благодарностью.
В годы обучения Мельников начинает работать помощником на различных постройках московских архитекторов, в основном по заданиям фирмы «В. Залесский и В. Чаплин». В виде преддипломной практики К. С. Мельникову было поручено разработать фасады строившегося в ту пору первого в России автомобильного завода АМО (в настоящее время завод ЗИЛ). Постройка завода велась под руководством выдающихся специалистов А. В. Кузнецова и А. Ф. Лолейта. Мельников с семьёй получил казённую квартиру в ампирном особняке на берегу Москвы-реки, вблизи стройки.
Обучение Мельникова в МУЖВЗ закончилось в 1917 году, но диплом об окончании училища он получил в следующем, 1918 году.
Ещё будучи студентом, весной 1912 года Мельников женился на Анне Гавриловне Яблоковой. В 1913 году у них родилась дочь Людмила, а в 1914 году сын Виктор.

### Начало самостоятельного творческого пути
В 1918 году по приглашению И. В. Жолтовского Мельников, в числе лучших выпускников МУЖВЗ, поступает в Архитектурно-планировочную мастерскую Строительного отдела Моссовета — первую государственную архитектурную артель советского времени. Мастерской руководили И. В. Жолтовский («Главный мастер») и А. В. Щусев («Старший мастер»). Вместе с К. С. Мельниковым в мастерской работало двенадцать мастеров («апостолов», как шутили сами архитекторы), среди которых были прославленные в будущем архитекторы Л. А. Веснин, братья Пантелеймон и Илья Голосовы, Н. А. Ладовский, В. Д. Кокорин, А. М. Рухлядев. Мастерской разрабатывались проекты по перепланировке и реконструкции Москвы — план «Новая Москва», проектировались народные дома, школы, жильё для рабочих, агитдоски.
Первым заданием по реальному заказу стал для Мельникова проект посёлка для служащих Алексеевской психиатрической больницы. Об этом проекте, когда он был только начат, писала летом 1918 года газета «Известия». В составе плана «Новая Москва» К. Мельников выполнил проект планировки Бутырского района (1918—1922) и, совместно с А. Л. Поляковым и И. И. Фидлером, проект планировки Ходынского поля (1922). Первые проекты архитектора выполнены в стиле неоклассицизма, однако постепенно Мельников переносит центр тяжести в создании архитектурного образа с ордерных деталей на общую объёмно-пространственную композицию.
27 сентября 1919 Константин Степанович и его жена Анна Гавриловна были арестованы на квартире у А. И. Ефимова и заключены в Бутырскую тюрьму. В начале 1920 года по ходатайству Московского Политического Красного Креста были освобождены.
После преобразования в 1920 году Первых и Вторых государственных свободных художественных мастерских (образованных ранее на основе Строгановского художественно-промышленного училища и Московского училища живописи, ваяния и зодчества) в ВХУТЕМАС, летом того же года К. С. Мельников становится его профессором. На архитектурном факультете ВХУТЕМАСа постепенно оформляются три центра со своими концепциями и принципами преподавания: Академические мастерские (руководитель И. В. Жолтовский, преподаватели А. В. Щусев, Э. И. Норверт, В. Д. Кокорин, Л. А. Веснин и другие), Объединённые левые мастерские (Обмас) (Н. А. Ладовский, Н. В. Докучаев, В. Ф. Кринский) и отдельная мастерская И. А. Голосова и К. С. Мельникова, носившая поочерёдно названия: Синтетическая мастерская № 2, Мастерская экспериментальной архитектуры, Новая академия.
Мельникова привлекала концепция формообразования Н. Ладовского и он даже вступил в созданную им в 1923 году творческую организацию архитекторов-рационалистов АСНОВА (Ассоциация новых архитекторов). В эти годы Мельников становится также членом Архитектурного отдела Наркомпроса и представителем этого отдела в Рабисе.

#### «Махорка»
В начале 1920-х годов Мельников резко порывает с различного рода традиционалистскими стилизациями. Вместе с тем, Мельников не присоединяется ни к каким архитектурным группам и не участвует в публичных дискуссиях, напротив, чётко дистанцируясь от группы архитекторов-конструктивистов, лидерами которой были братья Веснины и Моисей Гинзбург. Отказавшись от неоклассики, Мельников создаёт первые произведения в новом стиле.

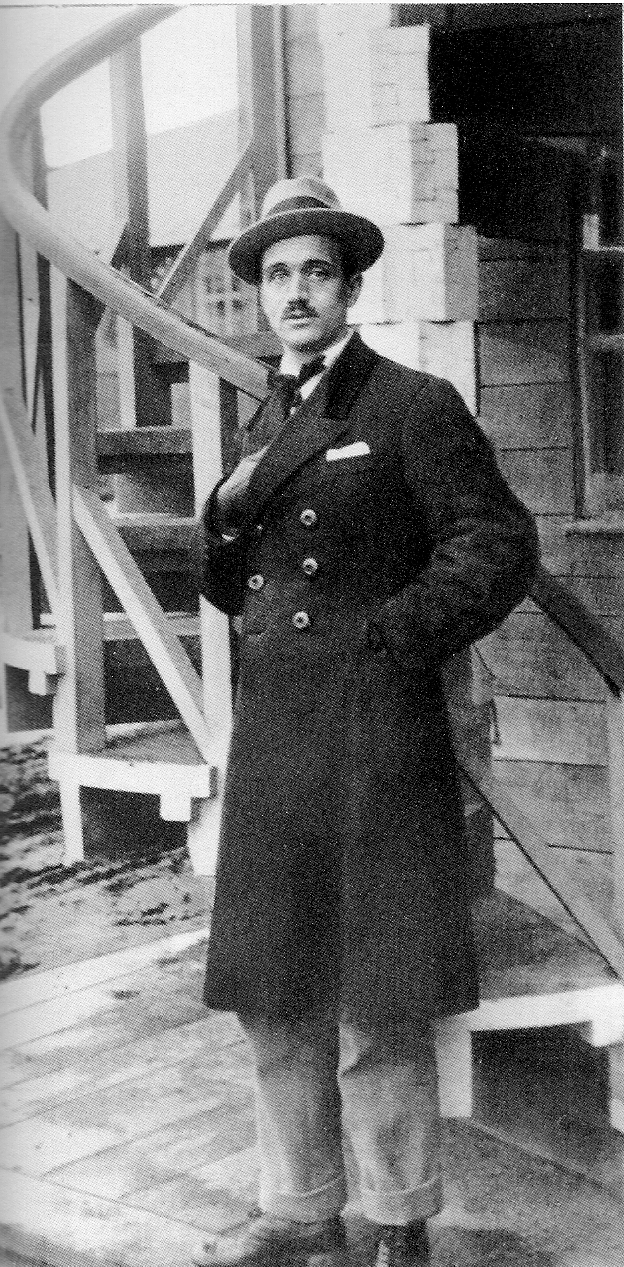
Константин Мельников у винтовой лестницы «Махорки», фото 1923 г.

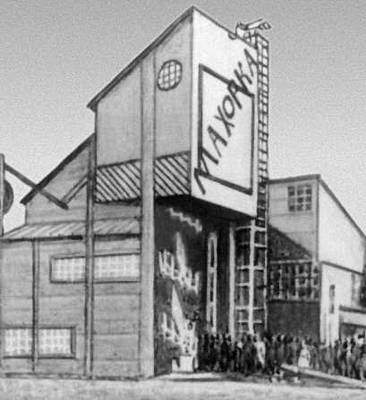
Павильон «Махорка» на Всероссийской сельскохозяйственной и кустарно-промышленной выставке

Деревянный павильон «Махорка» Всероссийского махорочного синдиката на Всероссийской сельскохозяйственной и кустарно-промышленной выставке 1923 года в Москве стал первым осуществлённым сооружением Мельникова в новаторском духе. Из одноэтажного сооружения, которое мыслилось заказчиками, «Махорка» превратилась в концептуальное сооружение с консольными свесами, большими плоскостями рекламных плакатов, открытой винтовой лестницей и прозрачным остеклением, не имеющим в углах конструктивных опор — всё это резко выделяло проект из многочисленных построек выставки.
Проект «Махорки» был резко негативно встречен заказчиками, однако Мельникова поддержал главный архитектор выставки А. В. Щусев, за что Константин Степанович до конца жизни был ему благодарен, несмотря на резкие необъективные выступления Щусева против Мельникова в 1930-х годах.

Всем хором партнёров по выставке проект хотели уничтожить — защитил талант, поддержанный Алексеем Викторовичем Щусевым. Ему он шлёт свою признательность.

Мельников оказался не только самым молодым из архитекторов, получивших заказ на проектирование павильона, но и сам павильон среди своих коллег он получил самый незначительный — один из десятков ведомственных павильонов, для проектирования большинства которых даже не приглашали автора-архитектора. Несмотря на то, что в проектировании других выставочных сооружений приняли участие такие известные и заслуженные архитекторы и художники как А. В. Щусев, А. В. Кузнецов, И. В. Жолтовский, П. А. Голосов, А. К. Буров и В. И. Мухина, по многим оценкам самым оригинальным и свежим на выставке был павильон «Махорка».
При проектировании «Махорки» Мельников применил принципиально новый подход к художественному образу выставочного павильона, который был затем развит в принесшем ему мировую славу советском павильоне на Международной выставке декоративных и прикладных искусств в Париже 1925 года. Павильон оказался одним из самых первых примеров подлинного обновления языка архитектуры, тем более знаменательного, что постройка была выполнена в традиционнейшем и, казалось бы, уже не поддающемся какому-либо новому осмыслению материале, — в дереве.
В «Махорке» наметились архитектурно-конструктивные приёмы, определившие облик архитектуры XX века и которые до сих пор являются актуальными и активно применяются в современном строительстве.

#### Саркофаг для Мавзолея В. И. Ленина
После смерти В. И. Ленина в начале 1924 года, встал вопрос об увековечивании его памяти и сохранении тела и 22 февраля Мельников получил предложение принять участие в конкурсе на проектирование саркофага для Мавзолея В. И. Ленина, архитектурный проект которого осуществлял А. В. Щусев. Правительственная комиссия по увековечиванию памяти В. И. Ленина под председательством Ф. Э. Дзержинского признала проект Мельникова лучшим. Мельников намеренно отказался в своём проекте от формы гроба, в котором устроено остеклённое отверстие, позволяющее видеть лицо. Саркофаг, предложенный Мельниковым, был необычной геометрической формы, полностью выполненной из стекла.

Архитектурная идея моего проекта, — вспоминал позднее Мельников, —
состояла из четырёхгранной удлинённой пирамиды, срезанной двумя
противоположно наклонными внутрь плоскостями, образовывавшими при
пересечении строго горизонтальную диагональ. Таким образом, верхний
стеклянный покров получил естественную прочность от прогиба. Найденная
конструктивная идея исключала необходимость обрамлять стыки частей саркофага
металлом. Получился кристалл с лучистой агрой внутренней световой среды.

В июле 1924 года член Комиссии по увековечиванию памяти В. И. Ленина Л. Б. Красин назначил К. С. Мельникова ответственным по строительству саркофага и поручил ему выполнить задание в десятидневный срок. Саркофаг был выполнен под руководством Мельникова в несколько видоизменённом виде на ряде московских заводов к назначенному сроку и занял своё место в деревянном мавзолее, в затем перенесён в каменный, где выполнял свою роль вплоть до Великой Отечественной войны и эвакуации тела В. И. Ленина в Тюмень. Саркофаг В. И. Ленина работы К. Мельникова считался утраченным, пока не был обнаружен в запасниках музея-заповедника «Ленинские Горки» сотрудниками дома-музея К. Мельникова.
Факт создания К. С. Мельниковым саркофага для тела Ленина рассматривается многими как своеобразная «охранная грамота» архитектора в его дальнейшей профессиональной деятельности.

#### Ново-Сухаревский рынок
В 1924 году, после неудавшегося закрытия Сухаревского рынка, стихийно существовавшего на Большой Сухаревской площади по обе стороны Сухаревской башни, городские власти решают упорядочить рыночную торговлю и начинают строить рынок на пустыре между современными Большим Сухаревским переулком, Трубной улицей и Садовой-Сухаревской улицей. Однако, К. С. Мельников, прославившийся к тому времени строительством «Махорки», предлагает принципиально новое решение, которое было принято и реализовано в 1925—1926 годах:

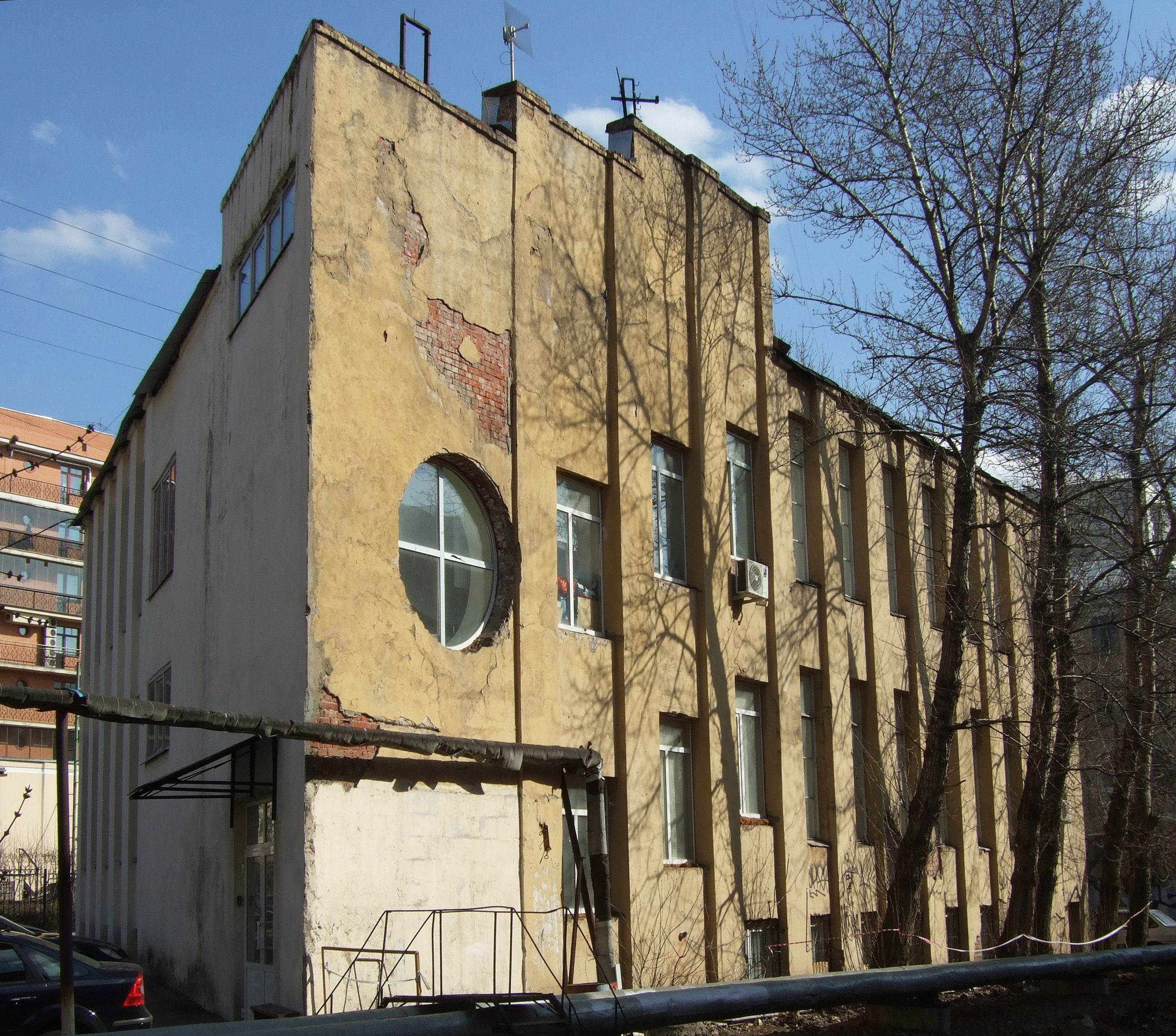
Здание конторы Ново-Сухаревского рынка

Несмотря на то, что постройка была начата, — вспоминал К. С. Мельников в 1964 году, — но угловой показ товаров по моему проекту заставил подчиниться архитектурному решению темы.

К. Мельников предложил застроить всю отведённую под рынок территорию однотипными сблокированными деревянными торговыми павильонами-киосками, каждый блок которых состоял из двух изолированных друг от друга помещений, выходящих входом и торговой витриной на противоположные стороны. От четырёх до двадцати блоков собиралось в ряды таким образом, чтобы на обе стороны их лицевые стены выходили под углом. В результате такой планировки перед каждым торговым киоском создавалось выделенное пространство.
Предложенное Мельниковым архитектурно-планировочное решение Ново-Сухаревского рынка позволило, во-первых, экономно использовать отведённую под его строительство территорию, во-вторых, в короткий срок возвести торговые киоски, которые собирались на месте из стандартных заранее заготовленных деревянных элементов, в-третьих, создать комфортные условия как для торговцев, так и для покупателей. Устройство на рынке павильонов-киосков позволило торговцам не просто приходить на рынок с товаром на один день, как это было на Сухаревском и других московских рынках той поры, а получить возможность арендовать на какое-то время отдельное небольшое торговое помещение. Особенности планировки давали возможность покупателю сразу видеть весь товар целого ряда. Кроме того, покупатель, находясь в уступе, не мешал проходящей по рядам публике.
Ново-Сухаревский рынок был закрыт в 1930 году и торговля продовольственными товарами была переведена на Ярославский рынок. На месте закрытого рынка расположилась автодормехбаза, использовавшая в перестроенном виде трехэтажное здание конторы рынка. По состоянию на июнь 2009 года сохранилось сильно перестроенное конторское здание рынка, которое является самой ранней из дошедших до наших дней построек выдающегося архитектора.

#### Советский павильон в Париже

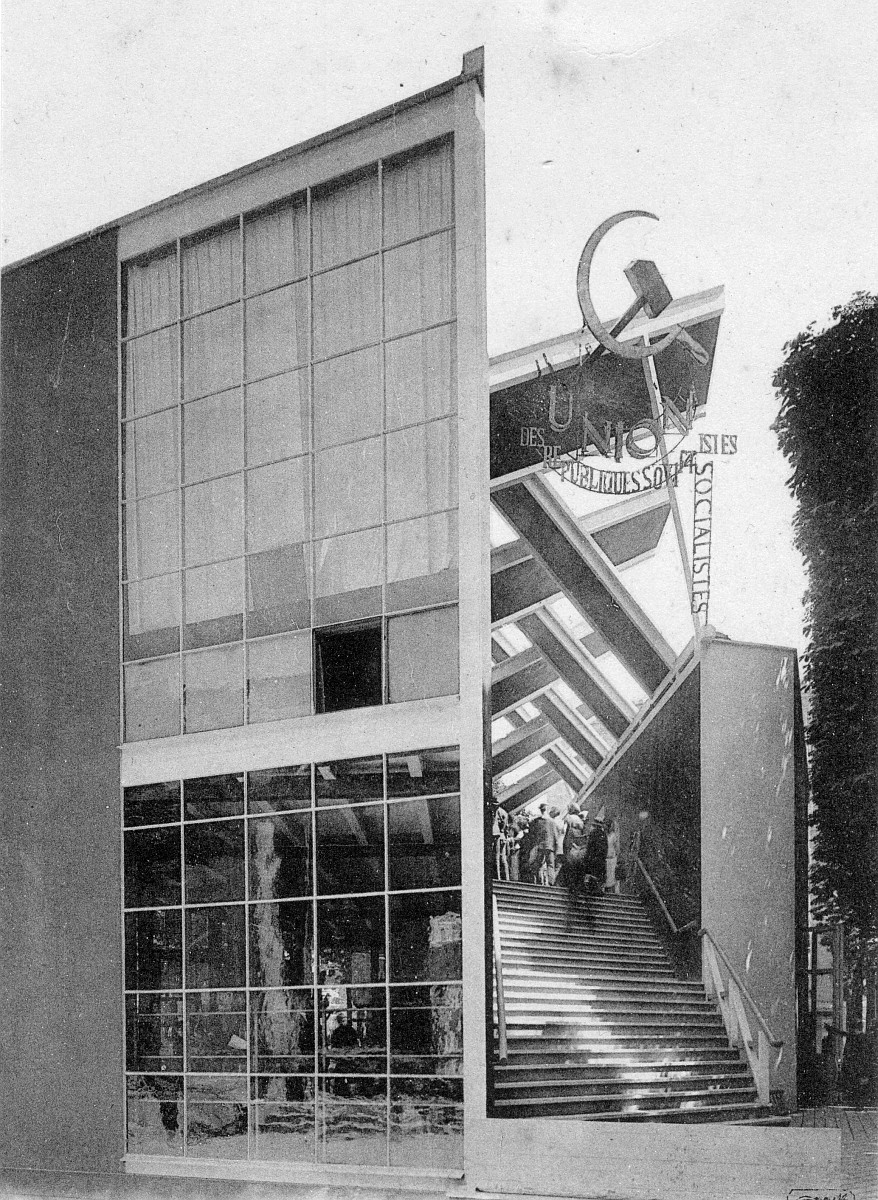
Павильон СССР

В ноябре 1924 года, после установления дипломатических отношений между СССР и Францией, Советскому Союзу последовало приглашение принять участие в Международной выставке современных декоративных и промышленных искусств, открывающейся в Париже весной 1925 года.
18 ноября 1924 года Выставочный комитет Советского отдела объявил закрытый конкурс на проект павильона СССР, в котором приняли участие архитекторы В. А. Щуко, И. А. Фомин, братья Веснины, Н. А. Ладовский, Н. Докучаев, В. Ф. Кринский, И. А. Голосов, М. Я. Гинзбург, К. С. Мельников и группа выпускников ВХУТЕМАСа. Через месяц, 28 декабря, жюри под председательством А. В. Луначарского и при участии В. В. Маяковского, рассмотрев все представленные на конкурс проекты, признало проект К. С. Мельникова лучшим и поручило ему выполнение его в натуре. В середине января 1925 года Мельников выехал вместе с женой и двумя детьми в Париж для строительства павильона СССР.
Павильон представлял собой лёгкую каркасную двухэтажную постройку, выполненную из дерева. Большая часть площади наружных стен павильона была остеклена. Прямоугольное в плане здание перерезалось по диагонали ведущей на второй этаж открытой лестницей, на которой было сооружено оригинальное перекрытие в виде наклонных перекрещивающихся деревянных плит. Впоследствии автор павильона, друживший с поэтессой Татьяной Глушковой, сказал об этой своей работе: «… никакой современный материал (строительный) не может перекричать застенчивого шёпота искусства»
Находясь в Париже, Мельников разрабатывает также проект застройки небольшого участка, отведённого на выставке для советского Торгсектора. По проекту архитектора возводятся небольшие «бутики» — торговые киоски, пилообразно блокированные друг с другом. В архитектуре комплекса Торгсектора прослеживается влияние как основного павильона СССР, так и торговых киосков московского Ново-Сухаревского рынка, над цветовым оформлением которого Мельников продолжал работать в Париже, высылая эскизы рабочим в Москву.

### «Золотой период» (1927—1933 годы)
Появление в 1927—1929 годах первых новаторских произведений Мельникова для многих оказалось неожиданным. Они не укладывались ни в какие школы и течения, вызывая восторг у одних, непонимание и отрицание у других. Мельников проектировал многочисленные клубы и другие общественные здания, а также жилые дома, крупные гаражи, во многом определив облик Москвы 1920-х. Сам К. Мельников так отозвался об этом периоде своего творчества:

Начиная с 1927, мой авторитет вырос в монопольный захват … вот так поступит любовь и с Вами, если она Вас полюбит.

#### Гаражи
Результатом известности Мельникова, которую принесло ему строительство павильона СССР для Международной выставке современных декоративных и промышленных искусств в Париже, стал заказ проекта гаража для Парижа вместимостью в тысячу машин. Мельников разработал два альтернативных варианта: полупрозрачный стеклянный куб со стоянками в десять этажей и поднятое над уровнем земли здание с консольно-подвесными конструкциями. Парижским проектам не суждено было реализоваться, однако ряд возникших при их проектировании архитектурных идей был использован К. Мельниковым при строительстве гаражей в Москве:

##### Бахметьевский гараж
В 1926 году Мельников заинтересовался схемой движения автомобилей при парковании и в результате выдвинул предложение о «прямоточной системе» паркования, при которой резко сокращались помехи и передвижения автомобилей при занятии и покидании парковочного места. В соответствии с этой системой К. С. Мельников спроектировал здание гаража на Бахметьевской улице, имеющее в плане форму параллелограмма, с четырьмя по-разному решёнными фасадами — в связи с различием их функций. Разработанная Мельниковым система позволила разместить в гараже на Бахметьевской улице 104 больших автобуса марки «Лейланд», сэкономить пространство и получить существенные эксплуатационные преимущества: при установке на место и выезде автобусов избегалась обычная в других типах гаражей необходимость маневрирования и движения задним ходом. Внутри гаража отсутствуют перегородки — здание выполнено по типу крытого манежа. Металлические конструкции безопорного перекрытия пространства площадью 8500 квадратных метров разработал знаменитый русский инженер Владимир Шухов.
|                                                      |  |                                    |  |                                                         |
| Бахметьевский гараж. Сторона въездов, фото 2008 года |  | Интерьер гаража, фото 1920-х годов |  | Схема расстановки и схема движения автомобилей в гараже |

##### Гараж на Новорязанской улице
Гараж в плане имеет необычную форму, напоминающую гигантскую подкову. Столь необычная планировка гаража была выбрана Мельниковым из-за неудобной треугольной формы выделенного под застройку участка. Причём разработанная им подковообразная схема парковки машин обеспечивала компактное размещение максимально возможного количества грузовиков на данной площади и их удобный въезд и выезд из гаража. На Новорязанскую улицу выходят экспрессивные торцевые фасады подковообразного здания. Круглые окна в верхней части килевидно выступающих фасадов контрастируют с большими, вытянутыми вертикально, прямоугольными окнами, расположенными по бокам и прямоугольными окнами административного корпуса, расположенного в центре . Согласно проекту в килевидных выступах фасадов находились массивные ворота, обеспечивающие удобные въезд-выезд (на сегодняшний день остались одни ворота, остальные заложены стеклоблочной кладкой). Металлические конструкции перекрытий, как и для Бахметьевского гаража, разработал В. Г. Шухов.
|                                                           |  |                                 |  |                            |
| Вид гаража со стороны Новорязанской улицы, фото 2008 года |  | Панорама гаража, фото 2008 года |  | Стальные перекрытия гаража |

##### Гараж ВАО «Интурист»

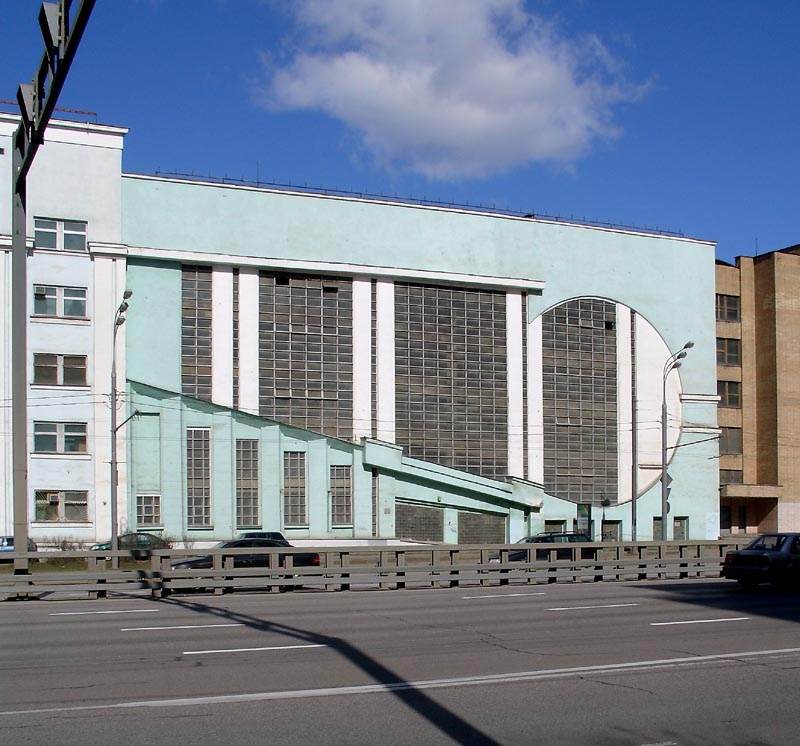
Гараж Интуриста, 2008 год

Созданное в 1929 году Государственное акционерное общество (ГАО) по иностранному туризму в СССР «Интурист» первоначально не располагало собственной материальной базой. В 1933 году ГАО «Интурист» было слито с Всесоюзным акционерным обществом «Отель» и получило в своё распоряжение несколько гостиниц, ресторанов и автотранспорт. Растущая с каждым годом материальная база «Интуриста» вызвала необходимость строительства отдельного гаража для автотранспорта всесоюзного общества.
Проект был выполнен в Архитектурной мастерской Моссовета № 7, возглавляемой в то время К. С. Мельниковым, в соавторстве с архитектором В. И. Курочкиным. Фасад гаража был трактован архитектором как экран, в центре которого (в специальной круглой «витрине») непрерывно мелькают проезжающие по внутреннему спиральному пандусу автомобили. В натуре проект К. С. Мельникова был осуществлён в 1934 году лишь частично — правая сторона фасада здания с круглым окном. Левая пятиэтажная часть главного фасада гаража уже без участия Мельникова была решена в неоклассическом стиле, который в начале 1930-х годов пришёл на смену новаторским идеям в советской архитектуре. За время своего существования здание неоднократно перестраивалось.

##### Гараж Госплана СССР

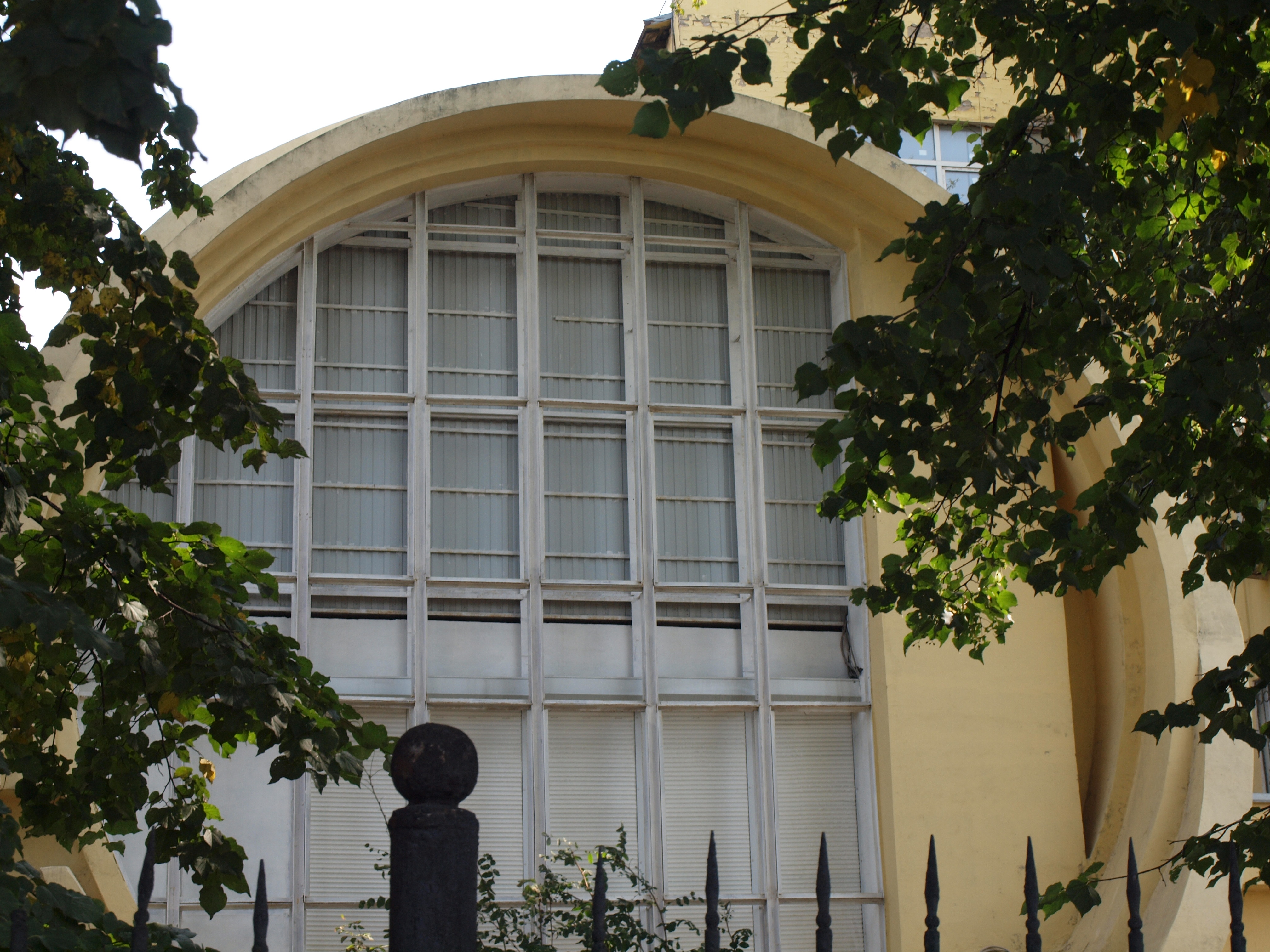
Гараж Госплана, 10 сентября 2017 года

Как и в построенном двумя годами ранее гараже Интуриста, рабочие чертежи здания гаража и мастерских для автомобилей Госплана СССР были выполнены на основе типового проекта сотрудником Архитектурно-проектной мастерской Моссовета № 7 В. И. Курочкиным, а К. С. Мельников осуществил «архитектурное оформление» фасадов комплекса.
Построенный в 1936 году комплекс гаража для Госплана состоит из одноэтажного помещения для автомашин, которое освещается большим выходящим в сторону Авиамоторной улицы круглым окном («глазом», как называл его сам К. Мельников) и четырёхэтажного корпуса мастерских, фасад которого подчёркнут вертикальными каннелюрами.
В 1955 году на территорию гаража и на соседние с ним участки был переведён 8-й таксомоторный парк г. Москвы. В 1995 году парк был преобразован в ОАО «Легавтотранссервис-8». В настоящее время таксомоторная компания работает под маркой «Старое доброе такси» и выполняет услуги по перевозке пассажиров и ремонту автомашин отечественного производства.
За время своего существования здание гаража неоднократно перестраивалось. В 1997 году было принято Постановление Московской городской думы, которым здание гаража Госплана было отнесено к перечню памятников истории и культуры разрешённых к приватизации.
Здание Гаража Госплана СССР является самой поздней из дошедших до наших дней построек К. С. Мельникова в Москве.

#### Клубы
В 1920—30-е годы в СССР началось активное клубное строительство, чему в немалой степени способствовало активное профсоюзное движение. Из десяти реализованных в Москве и области проектов рабочих клубов шесть принадлежат Мельникову. Все шесть клубов этого периода отличаются по форме, размеру и функциональности. Однако, можно выделить две общих для всех клубных построек Мельникова черты: гибкая система залов, которая предполагала возможность объединения и разделения помещений мобильными перегородками и активное использование наружных лестниц, что позволяло сэкономить внутреннее пространство учреждений культуры.

##### Клуб завода «Каучук»
(Москва, ул. Плющиха, 64). Находится на участке при пересечении улицы Плющихи и 2-го Труженикова переулка, составлен из нескольких простых геометрических объёмов, динамически развёрнутых в угловом пространстве участка: его главную диагональную ось фиксирует отдельно выделенный компактный цилиндрический вестибюль главного входа с охватывающими его дугами лестниц, за которым вырастает доминирующий массив зрительного зала с проходными коридорами-фойе, получивший форму четверти цилиндра. Боковые прямоугольные корпуса примыкают по Плющихе и 2-му Труженикову переулку.

##### Дом культуры имени И. В. Русакова
(Москва, ул. Стромынка, 6). Клуб имени Русакова — первое в мире здание, где балконы зрительного зала вынесены наружу и находятся в трёх зубцах-выступах.

Дом культуры имени Русакова
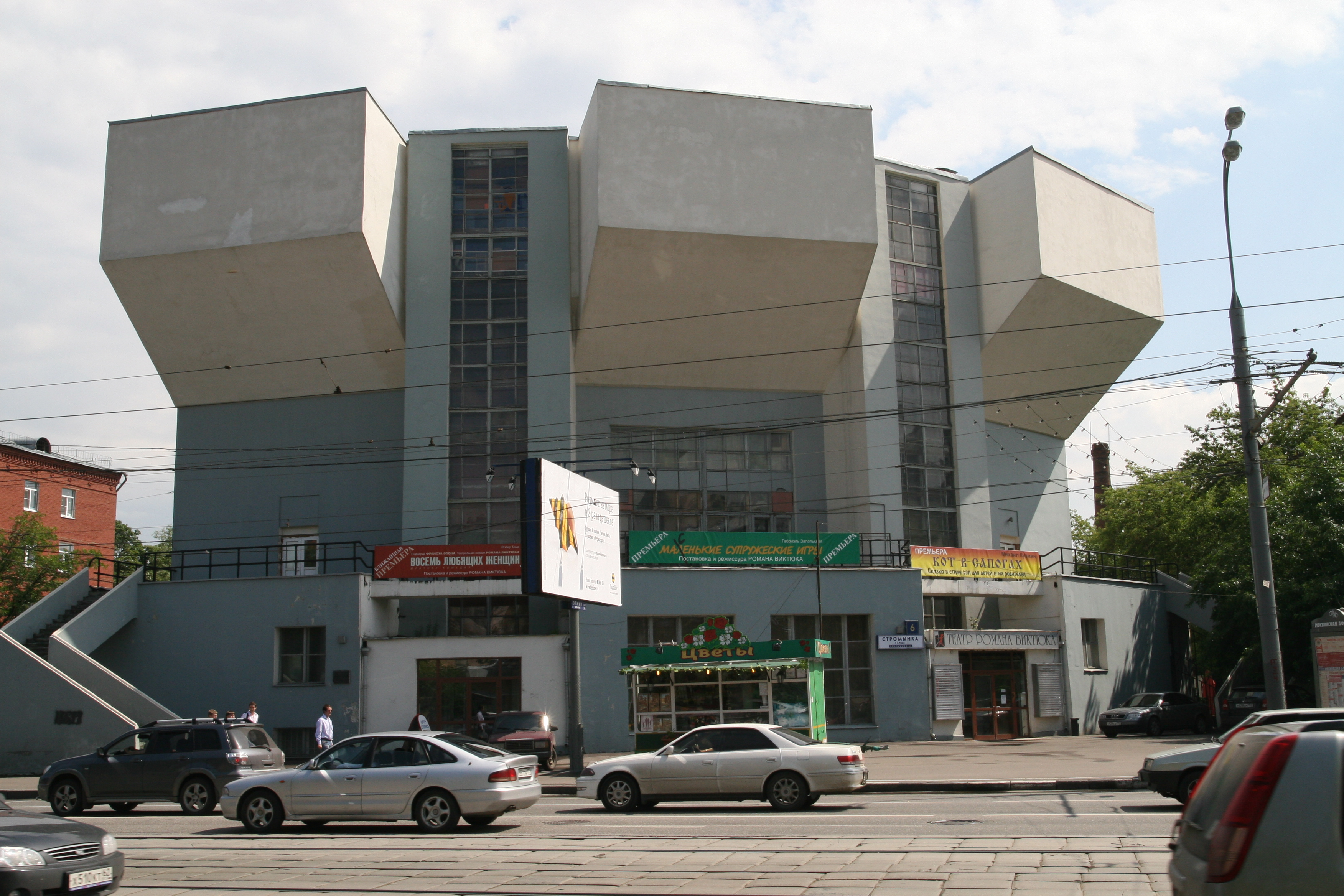
Общий вид клуба со стороны ул. Стромынки, фото июль 2008 г.
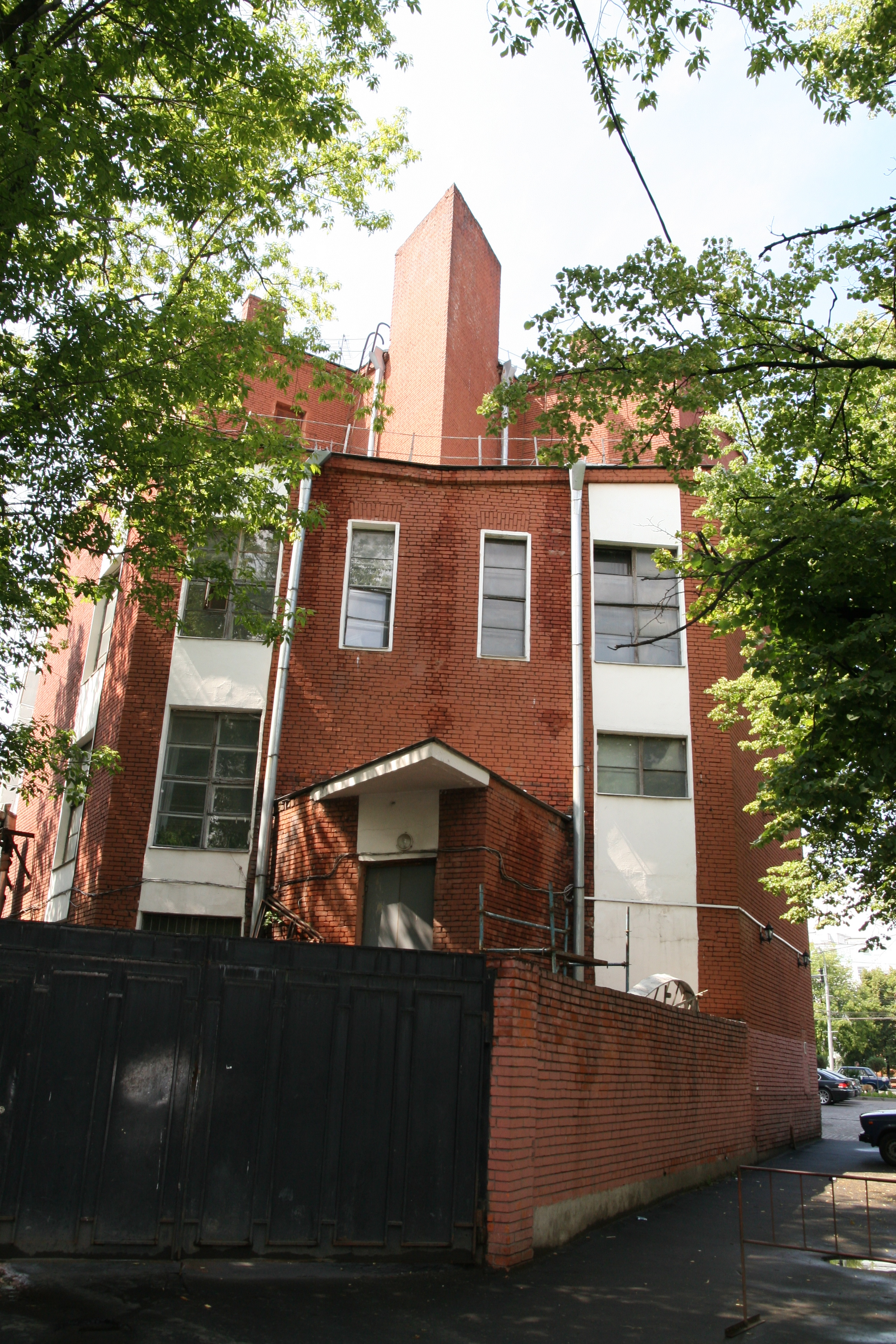
Вид здания со двора, фото июль 2008 г.
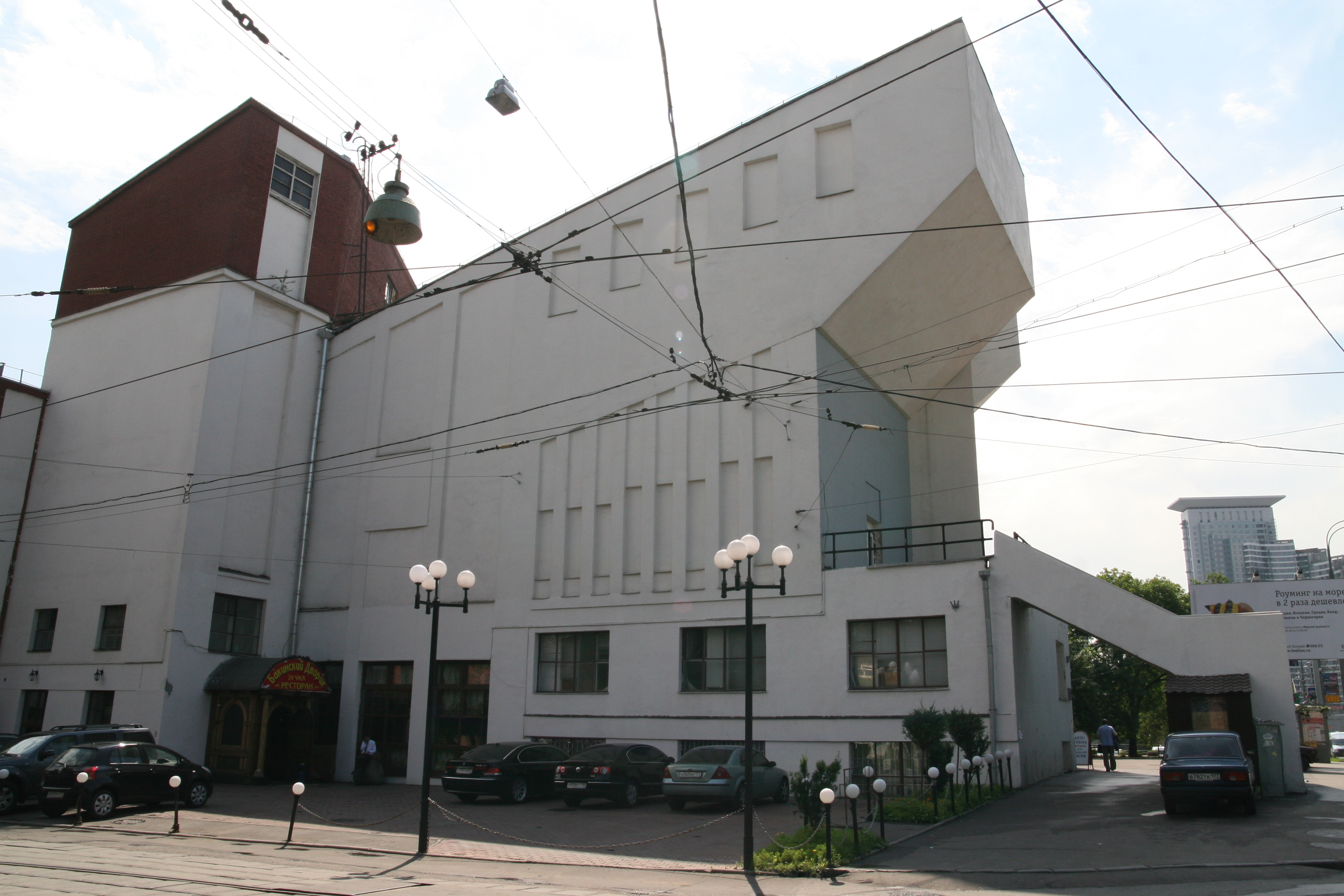
Вид на здание клуба со стороны Бабаевской улицы. На фото видны заложенные окна, фото июль 2008 г.

##### Клуб фабрики «Буревестник»
Построен для обувной фабрики «Буревестник». Небольшой клуб расположен на длинном и узком участке земли. Он состоит из длинного прямоугольного корпуса со зрительным залом на 700 мест и застеклённой башни с небольшими залами для различных культурных мероприятий. В 2002 году здание клуба было передано спортивно-оздоровительному комплексу «Татами-клуб» и было отреставрировано на его средства. Несмотря на несколько спорных решений (подверглась переделке уникальная система вентиляции; зрительный зал второго этажа превращен в дискотеку; увеличена высота окон в фойе) внешний облик и общий дух мельниковской постройки сохранён. В настоящее время здание выкуплено Фондом содействия сохранению русского наследия «Русский авангард». В планах фонда — создание на базе клуба «Буревестник» Международного центра архитектуры (МЦА).

##### Клуб фабрики «Свобода»

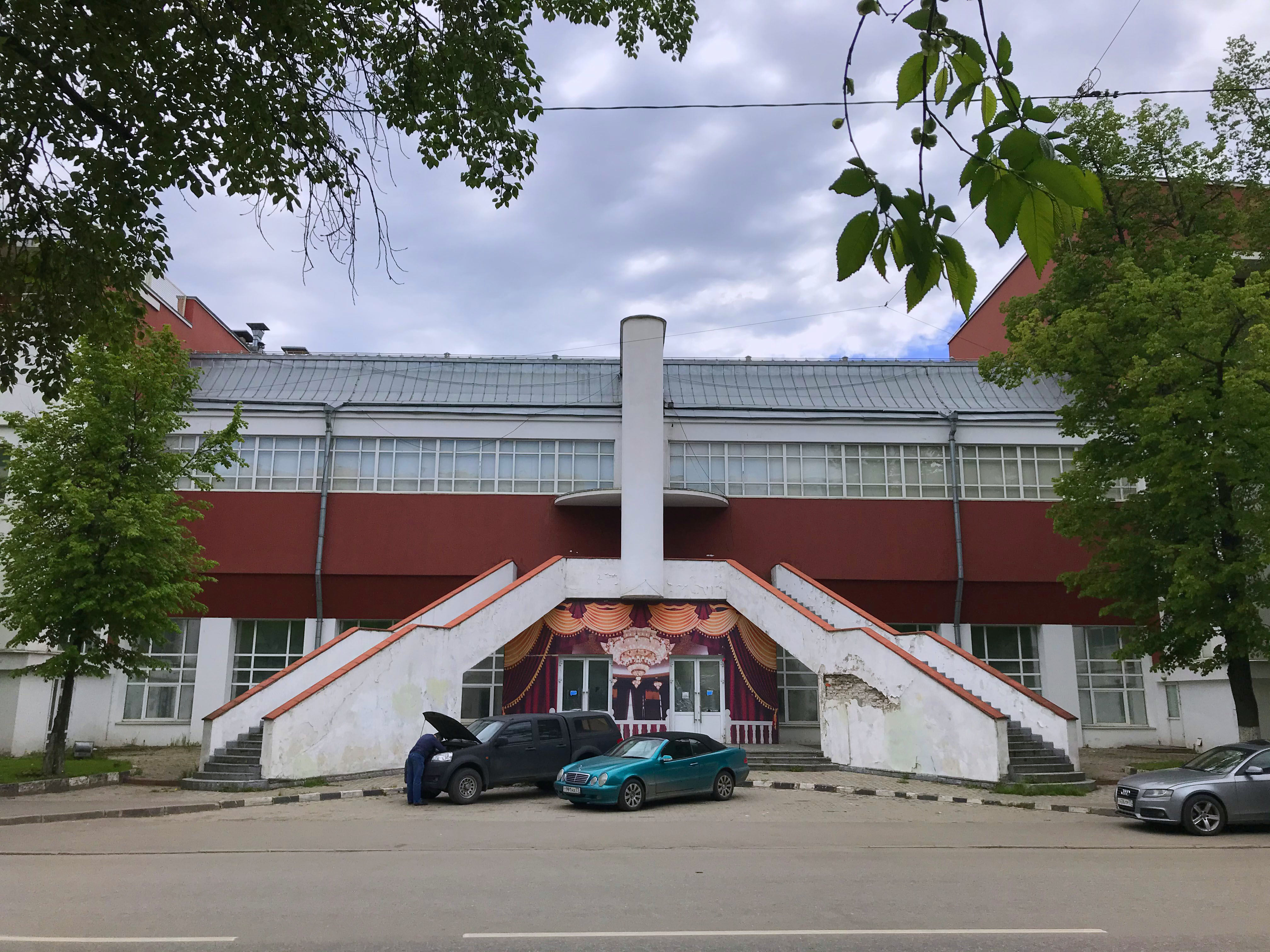
Фасад здания клуба в 2020 году

(Москва, ул. Вятская, 41а). Построен для завода «Свобода» треста ТЭЖЭ № 4 (позднее парфюмерно-косметическая фабрика «Свобода»). В послевоенное время клуб стал известен как дом культуры работников торговли им. М. Горького (ДК им. Горького). В 2004—2006 годах здание клуба было отреставрировано коллективом архитекторов-реставраторов Центральных научно-реставрационных проектных мастерских (ЦНРПМ) под руководством Е. И. Толстопятенко, при участии архитекторов А. А. Верещагина, И. Б. Синицыной, инженера Е. В. Боровиковой, инженеров-технологов Арифулиной М. А., Первых Л. И. За осуществление этого проекта коллектив архитекторов получил золотой диплом Смотра лучших архитектурных произведений 2004—2006 годов. В настоящее время в клубе проводятся занятия ансамбля русского танца «Умелицы» и танцевальной группы «Каскад», мероприятия Профсоюза работников торговли, общественного питания и потребкооперации г. Москвы.

##### Клуб имени М. В. Фрунзе

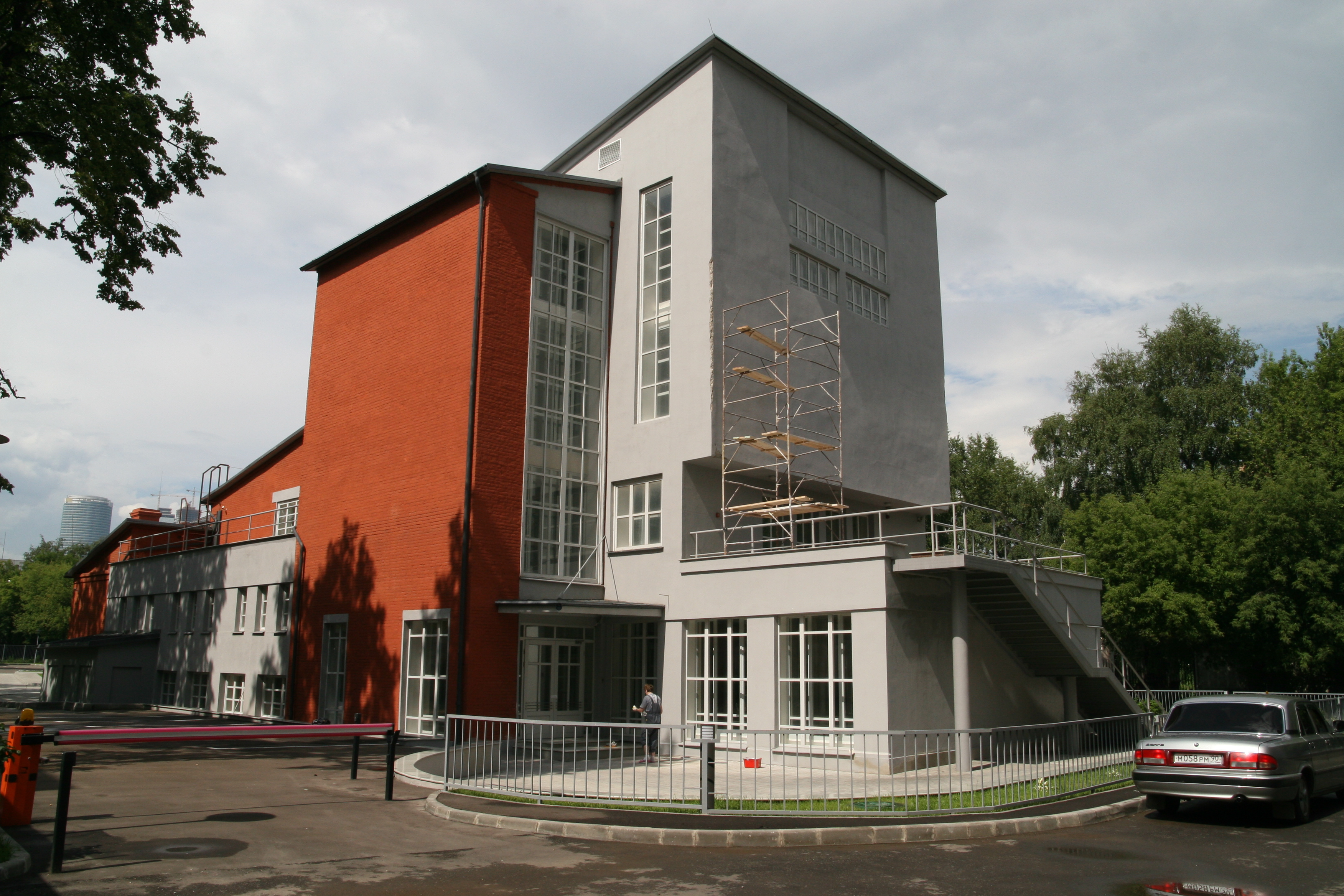

(Москва, Бережковская набережная, 28). Построен для Дорогомиловского химического завода имени М. В. Фрунзе, отсюда часто встречается второе название здания «Клуб Дорхимзавода». Театральный зал клуба имеет три уровня. Он понижается уступами в сторону сцены, при этом верхние ярусы не нависают над нижними. По проекту Мельникова была предусмотрена возможность увеличивать вместимость зала за счёт расположенного над бельэтажем клубного помещения. Для этого вертикальная стенка (уступ между уровнем пола в партере и бельэтаже) должна была раздвигаться, и дополнительная часть зрителей получала возможность смотреть кинофильм ниже уровня партера основного зала. До постройки на Бережковской набережной новых зданий фасад клуба им. М. В. Фрунзе выходил на Новодевичий монастырь. В 1995—2004 годах здесь был знаменитый рок-клуб Tabula Rasa. Собственником здания с конца 1990-х годов является международная холдинговая группа Liral, которая профинансировала работы по восстановлению памятника культурного наследия. Комплекс ремонтно-реставрационных работ в Клубе Дорхимзавода, продолжавшихся около трёх лет, завершился в начале 2008 г. В здании клуба планируется разместить коммерческий банк.

##### Клуб фарфорового завода в Дулёво
Клуб построен для работников Дулёвской фарфоровой фабрики имени газеты «Правда» (сейчас Дулёвский фарфоровый завод) и известен также как «Клуб фарфористов». Торжественное открытие клуба состоялось 24 января 1930 года. Построенный клуб имел полукруглый зрительный зал со сценой и бельэтажем, помещения для клубной работы, библиотеку. «Щупальцами в прекрасный бор» — так сам К. С. Мельников характеризовал архитектурную композицию дулёвского клуба. Известный в 1930-е годы публицист и архитектурный критик Н. Лухманов образно называл проект дулёвского клуба «звездой химиков». В настоящее время здание ДК стоит на балансе Дулёвского фарфорового завода. В клубе находится библиотека с читальным залом, спортивный зал, хореографический класс, комнаты для кружков художественной самодеятельности и занятий клубов по интересам. Здание нуждается в реставрации.

Дворец культуры Дулёвского фарфорового завода
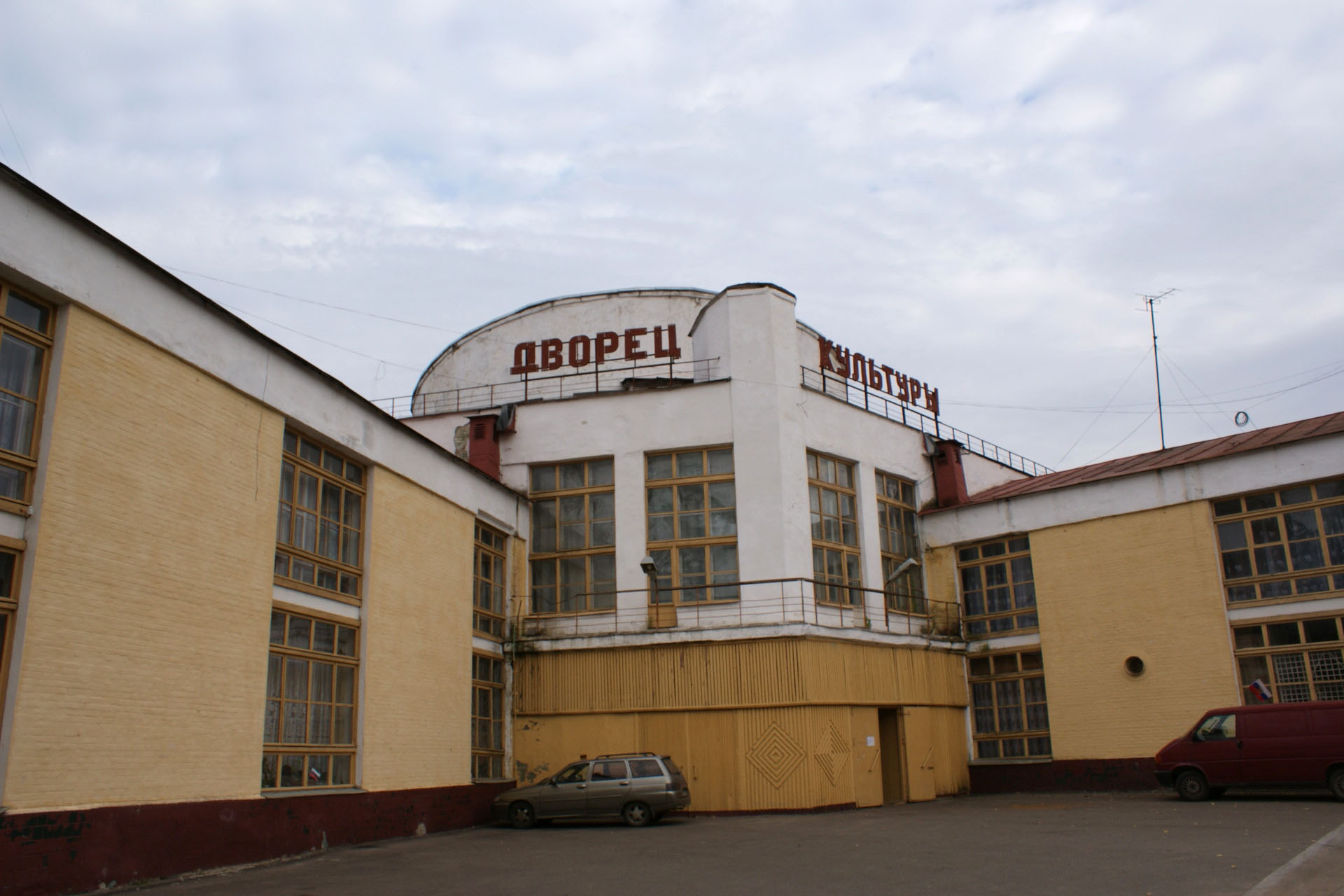
Общий вид клуба со стороны улицы Ленина, фото 2008 г.
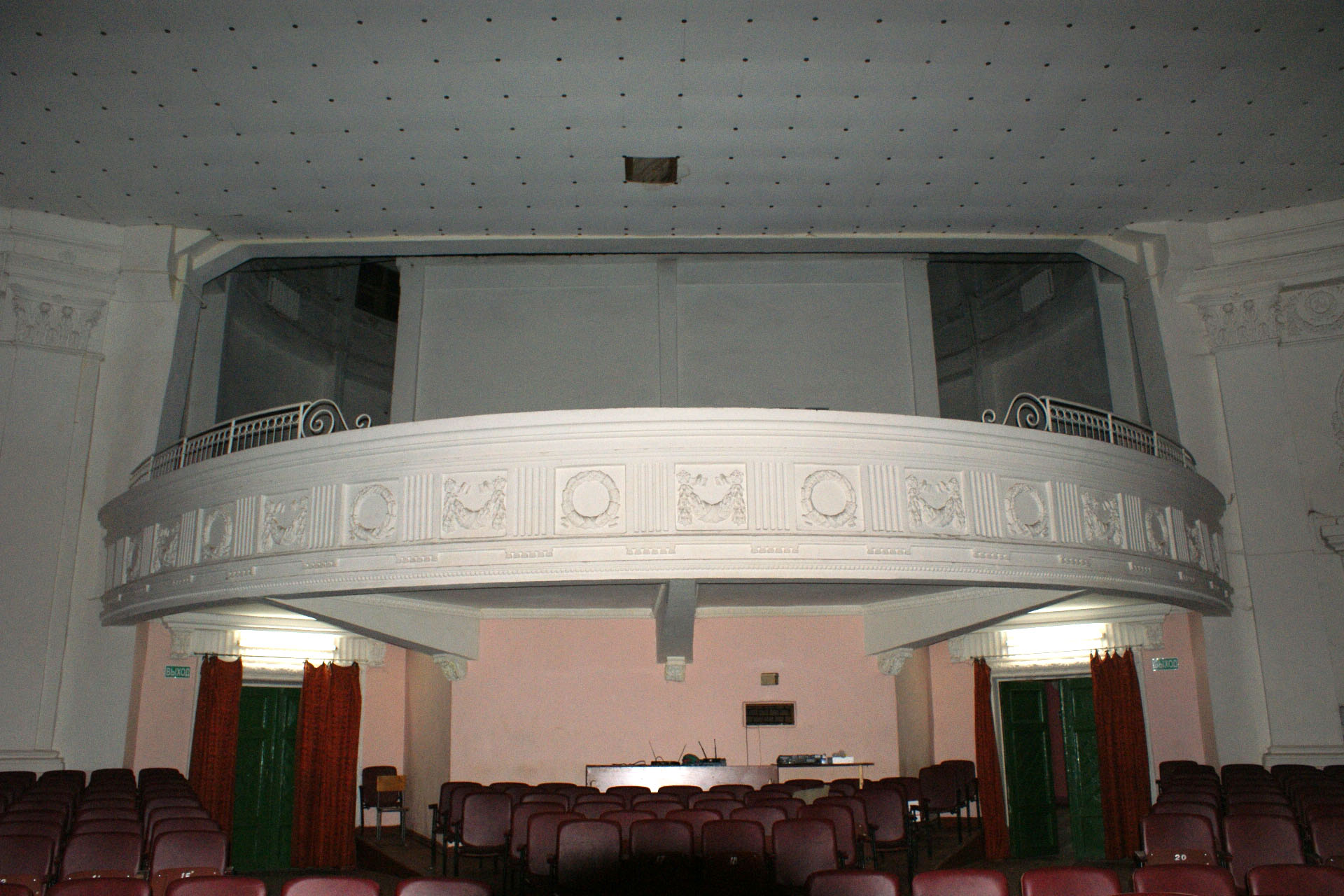
Балкон зрительного зала, фото 2008 г.
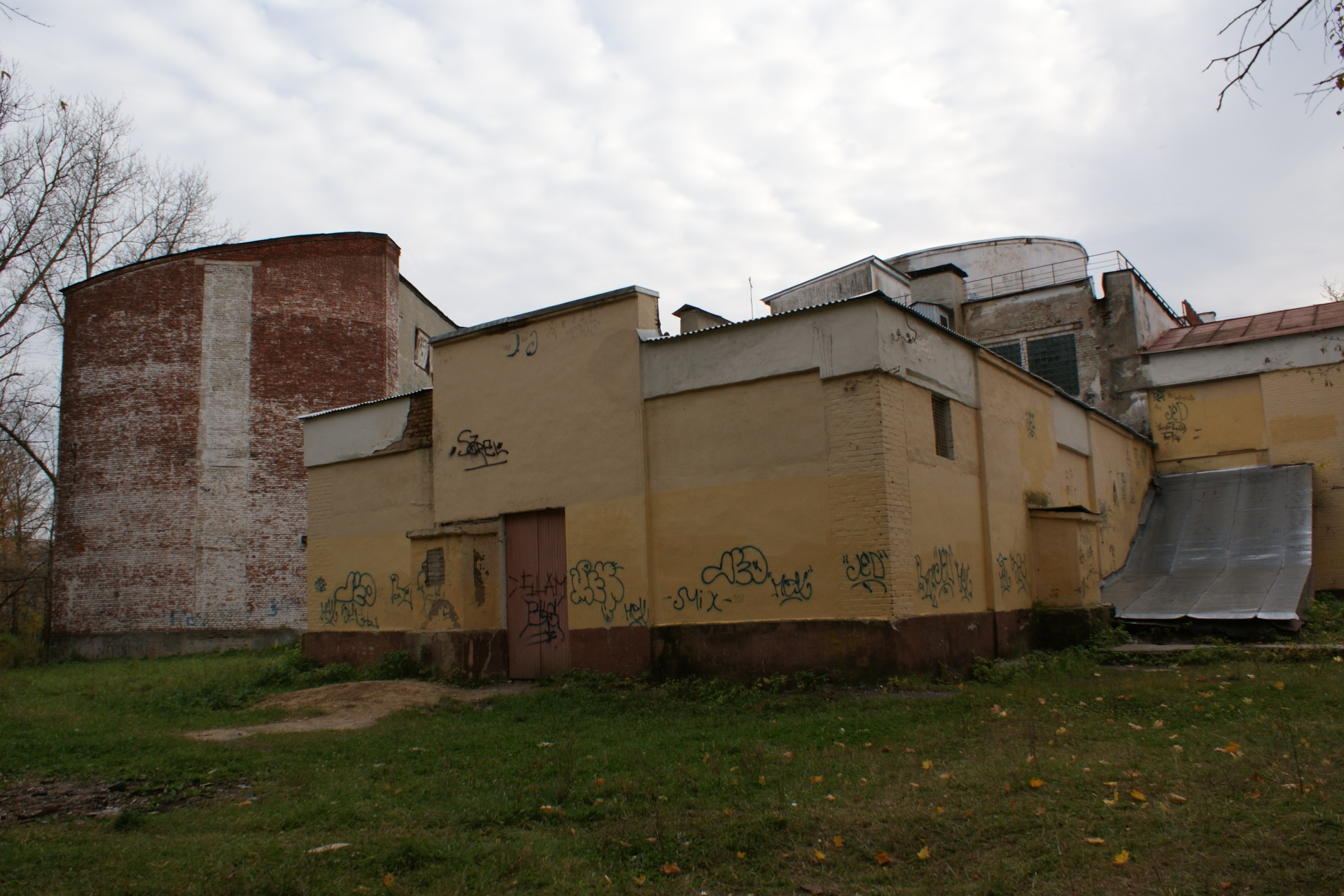
Вид здания со двора, фото 2008 г.

#### Центральный парк культуры и отдыха (ЦПКиО) имени А. М. Горького
В конце 20-х годов XX века К. С. Мельников разработал проект планировки партера Центрального парка культуры и отдыха (ЦПКиО). По этому проекту была реализована новая планировка ЦПКиО от входа до Нескучного сада взамен планировки И. В. Жолтовского, оставшейся от первой Всероссийской сельскохозяйственной и кустарно-промышленной выставки. Мельниковская планировка партера ЦПКиО в основном сохранилась до наших дней.
В центре партера Мельников задумал фонтан, в котором «архитектура формировалась струями самой воды». По причине острой критики конструктивистов и лично К. С. Мельникова в начале 30-х годов фонтан по его проекту осуществлён не был, и на том же месте был сооружён иной по характеру фонтан архитектора А. В. Власова.
Постановлением Правительства Москвы от 9 февраля 1999 г. N 89 «О принятии под государственную охрану вновь выявленных объектов садово-паркового искусства» ЦПКиО им. Горького принят на государственную охрану как памятник садово-паркового искусства регионального значения. В связи с объявленной мэром Москвы Сергеем Собяниным реконструкцией ЦПКиО им. Горького в прессе появились сообщения, что чертежи Константина Мельникова утрачены и сохранение планировки К. С. Мельникова невозможно. Существуют публикации с чертежами ЦПКиО Константина Мельникова. В частных собраниях есть фотографии проекта парка К. С. Мельникова.
В 1960-е годы после посещения ЦПКиО им. А. М. Горького К. С. Мельников писал: «Планировка первого парка выполнена по моему проекту и под моим наблюдением и эта планировка сохранилась до настоящего времени». Далее Мельников сожалеет, что в отличие от планировки парка фонтан был реализован не по его проекту. Так как в 1960-е годы планировка ЦПКиО по утверждению Константина Степановича Мельникова соответствовала его плану, то для реставрации мельниковской планировки Парка Горького достаточно найти фактический план или авиасъёмку парка конца 50-х начала 60-х годов и использовать сохранившиеся копии его чертежей.

#### Дом-мастерская архитектора

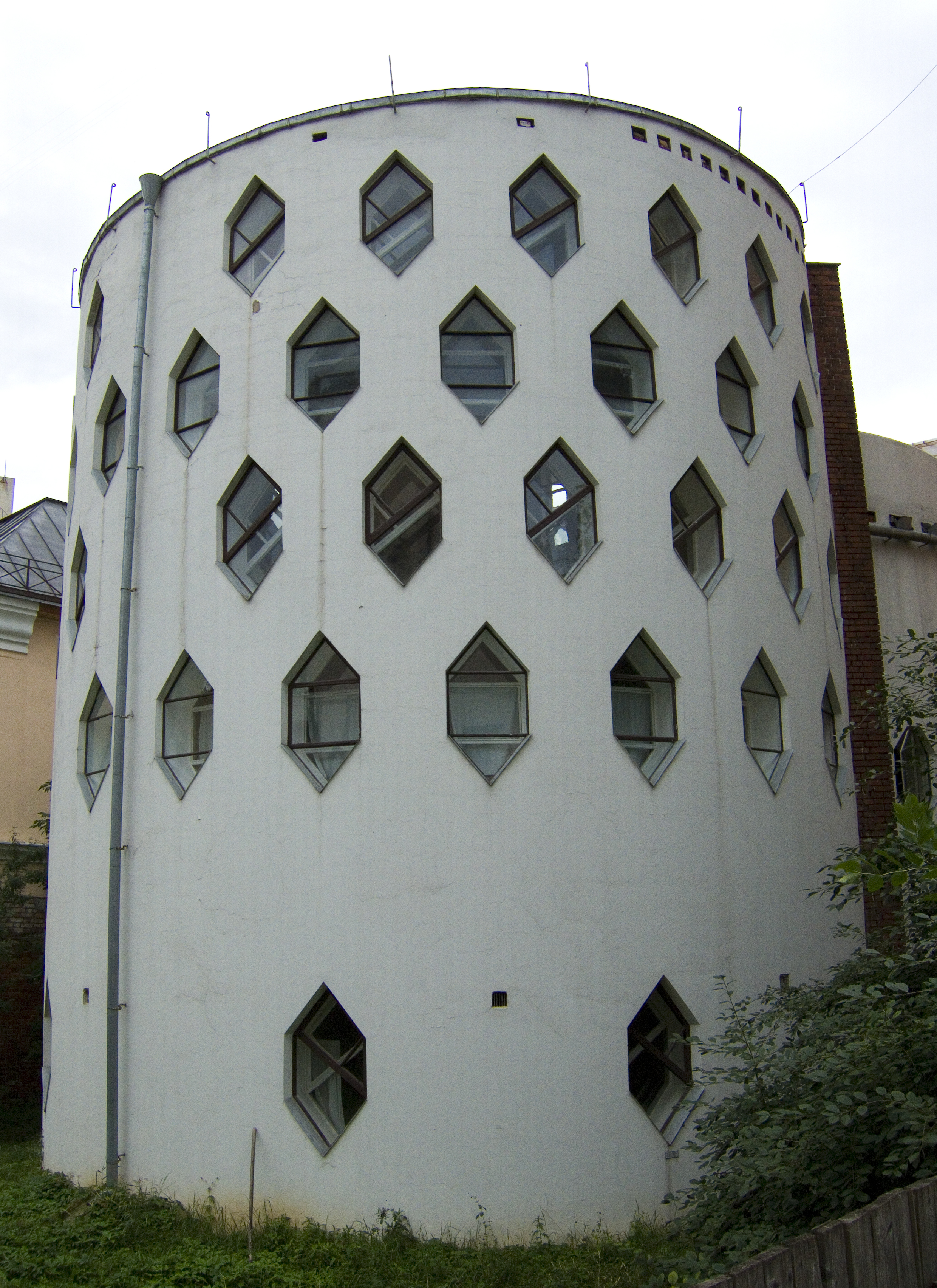
Северный фасад дома Мельникова

Одним из самых известных творений зодчего, а по мнению некоторых исследователей наследия К. С. Мельникова — вершиной его творчества и шедевром русской архитектуры, стал построенный им в 1927—1929 годах для себя и своей семьи новаторский дом-мастерская в Кривоарбатском переулке в Москве.
Объёмная композиция дома представляет собой два разновысоких вертикальных цилиндра одинакового диаметра, врезанных друг в друга на треть радиуса, образуя тем самым необычную форму плана в виде цифры «8». Окнам в одном из цилиндров придана необычная шестиугольная «сотовая» форма. Наряду с оригинальными конструкциями и необычной пространственной организацией функциональных процессов, Мельников использовал и целый ряд художественных находок, экспериментируя с формой, пространством и освещением. Дом-мастерская является вершиной творчества К. С. Мельникова и отличается новаторскими конструктивными особенностями, оригинальным художественным образом и пространственной композицией, продуманной функциональной планировкой. Одноквартирный жилой особняк в центре Москвы — уникальный для советского времени пример такого рода постройки.
После смерти Константина Мельникова, его дом был неофициально превращён в сравнительно закрытый музей, хозяином и хранителем которого вплоть до 2006 года являлся сын Константина Степановича, художник Виктор Мельников. В настоящее время между собственниками дома ведутся споры относительно тематики создания государственного музея Мельниковых. Тем временем здание находится в неудовлетворительном техническом состоянии. В 2014 году внучка К. С. Мельникова Е. В. Каринская была насильственно выселена из дома Музеем Архитектуры. Вскоре после этого в доме был открыт музей Константина и Виктора Мельниковых как филиал музея архитектуры имени А. В. Щусева..

### 1940—1970-е годы, последние годы жизни
С конца 1930-х годов Мельникову становится всё труднее реализовывать новаторские идеи в архитектуре — его проекты часто критикуются, а в советской архитектуре утверждается эстетическая система, мало совместимая с принципами Мельникова (смотри «Сталинский ампир»).
Наряду с проектированием Мельников ещё с 1920-х годов занимался и педагогической деятельностью, в частности, преподавал в московском Вхутемасе (1921—1925) и Вхутеине (1927—1929). При этом проявил себя как сторонник авангардистского «вольного» подхода к архитектуре.

Мельников, мемориальная доска в СГТУ, Саратов

Весной 1949 года Мельников получил назначение на архитектурную кафедру Саратовского автодорожного института, где проработал в общей сложности около двух лет сначала старшим преподавателем, затем исполняющим обязанности профессора. В саратовский период жизни К. С. Мельников участвует в ряде конкурсов, среди которых проект интерьера Центрального универмага г. Саратова (был осуществлён с некоторыми отклонениями), проект реконструкции площади имени Кирова в Саратове, проект планировки и застройки посёлка Вязовка Саратовской области.
В этот же период по проекту К. С. Мельникова и скульптора С. Д. Шапошникова в г. Коростене Житомирской области Украинской ССР сооружается памятник дважды Герою Советского Союза С. А. Козаку. Памятник Козаку является последним реализованным проектом К. С. Мельникова и единственным произведением архитектора, находящимся за пределами территории России.

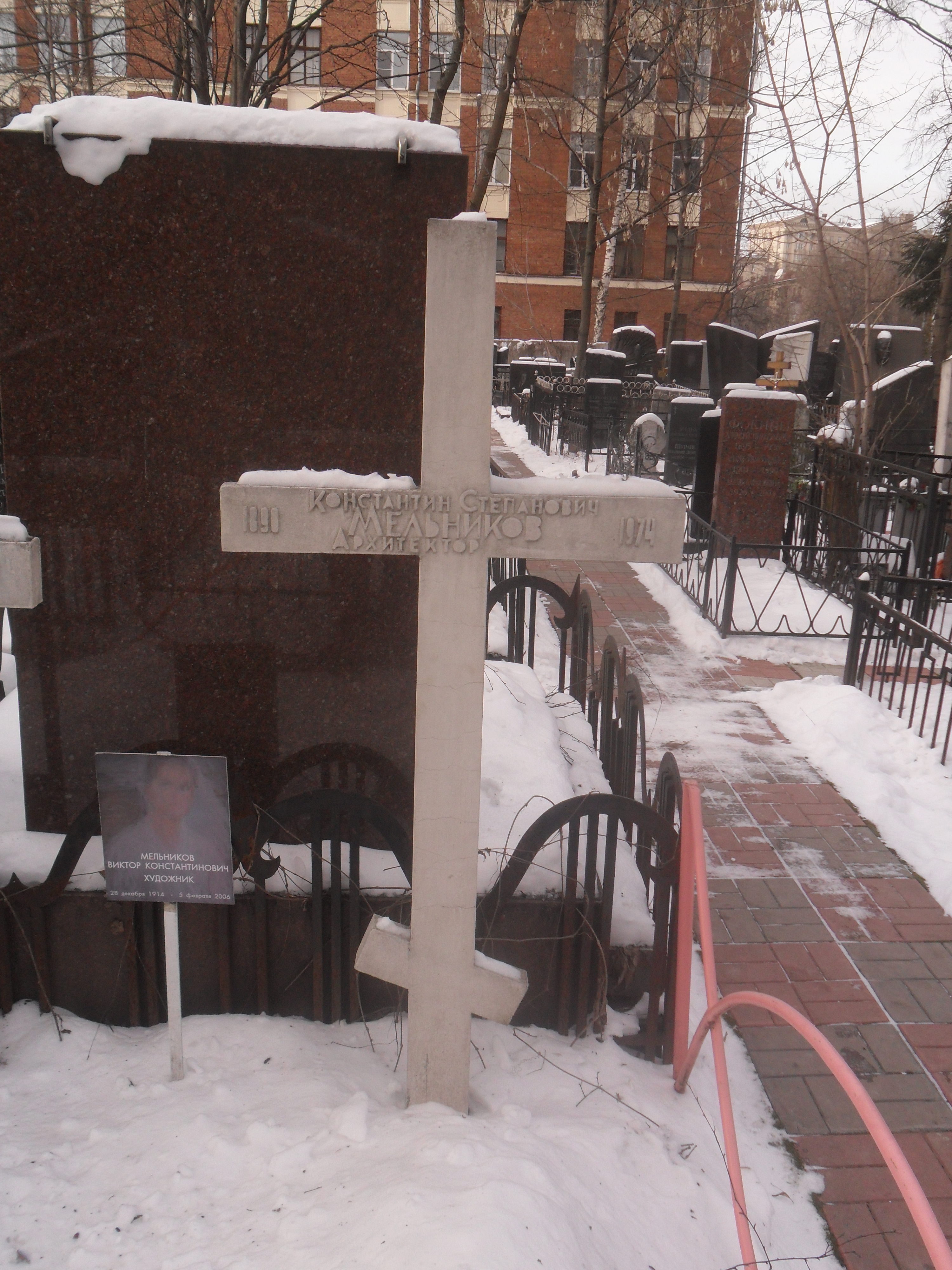
Могила Мельникова на Введенском кладбище Москвы.

В 1951 году Мельников был переведён в Московский инженерно-строительный институт им. Куйбышева (МИСИ), где он преподавал сначала на кафедре архитектуры, а затем начертательной геометрии и графики. В конце 1952 года Мельников был утверждён в звании профессора. Одним из учеников К. Мельникова в период его преподавания в МИСИ был А. Митта, ставший впоследствии известным российским режиссёром. В 1954 году Мельников участвует в двух открытых конкурсах — на монумент в честь 300-летия воссоединения Украины с Россией в Москве и на Пантеон выдающихся деятелей государства. Это был период, когда тенденции неокадемизма в советской архитектуре достигли апогея, и оба проекта Мельникова остались практически незамеченными.
В 1958 году К. С. Мельников перешёл из МИСИ во Всесоюзный заочный инженерно-строительный институт (ВЗИСИ), где проработал до последних дней, преподавая архитектурное проектирование, начертательную геометрию и графику. В том же году архитектор участвует в открытом конкурсе на проект Дворца Советов в Москве. Проект Мельникова вызвал в архитектурных кругах резкий протест — инерция отношения к нему как к формалисту ещё не была преодолена.

Пространственно работающая конструкция — железобетонный каркас — использована здесь для создания надуманной, абстрагированной от практических потребностей формы <…> Формализм проявился здесь не только в преувеличении роли символа в архитектуре, но и в характере использования достижений современной строительной техники

В 1965 году Мельникову без защиты диссертации присваивается учёная степень доктора архитектуры, а в 1972 году — почётное звание заслуженного архитектора РСФСР. Исследователь творческого наследия Мельникова С. О. Хан-Магомедов, делавший доклад о творчестве архитектора на заседании Учёного совета ВЗИСИ, на котором рассматривался вопрос о присвоении Константину Степановичу учёной степени, так вспоминает об этом событии:

Для большинства присутствующих почти всё, что я говорил, было новым и совершенно неожиданным. По их лицам было видно, что они удивлены и даже смущены. Они как-то по-новому рассматривали сидящего в стороне Константина Степановича, который внешне ничем не показывал своего волнения <…>

В начале 1970-х годов здоровье Мельникова постепенно ухудшается. Осенью 1974 года у него наступает обострение продолжавшегося много лет заболевания — хронического лимфолейкоза и 28 ноября 1974 года он скончался в Москве на 85-м году жизни; был похоронен на Введенском кладбище (29-й участок). Могила архитектора отнесена к памятникам истории народов Российской Федерации. Рядом с К. С. Мельниковым была похоронена в 1977 году его супруга, Анна Гавриловна, и в 2006 году сын, художник Виктор Константинович Мельников.

## Своеобразие творческого стиля архитектора
Вероятно, в результате однобокой популяризации авангарда, архитектурные произведения Мельникова характеризуют как постройки в духе конструктивизма или функционализма. Скорее, стиль Константина Мельникова можно отнести к рационализму в архитектуре.
Однако, при известных чертах внешнего сходства, творчество Мельникова было вне модных в то время архитектурных течений и он категорически возражал, когда его постройки относили к этим стилям:

В наш век появления Конструктивизма, Рационализма, Функционализма и АРХИТЕКТУРЫ не стало…, — писал К. Мельников, — Что касается меня, я знал другое, и это другое — не один конструктивизм. Любую догму в своём творчестве я считал врагом, однако конструктивисты все в целом не достигли той остроты конструктивных возможностей, которые предвосхитил я на 100 лет.

Творческий почерк Мельникова значительно сложнее главного тезиса функционализма «форма следует функции». Работая над сериями зданий одного типа (например, клуб, гараж), Мельников на практике показывал, что одна и та же функция может быть вложена в разные объёмно-пространственные формы. Своим творчеством Мельников показывает ценность для архитектуры и самой формы, способной вмещать в себя различные функции (например, форма цилиндра была использована архитектором при проектировании собственного дома, дома-коммуны, клуба). Помимо функции и формы Мельников активно использовал в своих произведениях архитектурные конструкции. В своих проектах архитектор выдвинул множество разнообразных новаторских конструктивных решений («живые стены», консольные выносы, кинетические сооружения, остроумные несущие конструкции и т. п.) и часть их было осуществлено на практике.
У Мельникова складывались достаточно сложные отношения с конструктивистами (ОСА), с точки зрения которых он являлся «формалистом» из-за стремления к художественно-образной выразительности своей архитектуры, её экспрессивности и динамичности. Единственный издававшийся в 1920—1930-е годы архитектурный журнал «Современная архитектура», редакторами которого были конструктивисты М. Я. Гинзбург и А. А. Веснин, ни разу за время своего существования не упомянул ни имени Мельникова, ни одной его постройки, а к участию в организованной ОСА выставке современной архитектуры в Москве Мельникова даже не пригласили.

## Оценки творчества К. С. Мельникова
Архитектурный критик Р. Я. Хигер, автор первой работы о творчестве Мельникова, писал в 1935 году:

Вряд ли можно назвать у нас ещё одного такого зодчего, творческий путь которого отличался бы за всё время революции такой же прямолинейностью и последовательностью, как у К. С. Мельникова.<…> Мельников — архитектурный эквилибрист и парадоксоман — может стать одним из интересных мастеров новой архитектуры социализма. Но для этого ему нужна серьёзнейшая перестройка и самодисциплина, не связанная, конечно, с отказом от сущности его архитектурного дарования.

Из речи архитектора Г. П. Гольца на I съезде советских архитекторов в 1937 году:

Когда речь заходит о формализме, то обычно принято обвинять Мельникова и Леонидова. Но между ними есть существенная разница. Леонидов — честный человек <…> Другое дело — Мельников, в нём не чувствуется искренности. Он талантливый человек, но в нём нет настоящей любви к своему искусству.

Известный архитектор М. Я. Гинзбург так отзывался в 1943 году о творчестве своего коллеги:

Большая часть спроектированных и реализованных работ Мельникова представляет собой оригинальные предложения, однако всегда с известным налётом трюкачества.

Архитектор, лауреат Сталинской премии, академик И. В. Жолтовский:

Неизменный успех его оригинального творчества объясняется исключительным дарованием К. С. Мельникова к пластическому искусству <…> Нахожу в лице К. С. Мельникова такого архитектора, который заслуживает с достоинством получить учёную степень доктора архитектуры без защиты диссертации.

Искусствовед, заслуженный архитектор РФ, академик С. О. Хан-Магомедов:

Мельников, безусловно, гениальный архитектор, но ему при жизни, пожалуй, так никто об этом в глаза и не сказал. Многие не считали его гением, а у тех, кто подозревал об этом, как-то не поворачивался язык сказать такое. <…> И только у открытой могилы я сказал, что мы прощаемся с гениальным архитектором, который так и умер, не услышав от нас этого.

Известный архитектор Томас Лизер, победитель конкурса на проект Всемирного музея мамонтов и Вечной мерзлоты в Якутске, на вопрос о любимом архитекторе ответил «Мельников. Конечно, он очень повлиял на меня!».

## Творческое наследие К. С. Мельникова

### Реализованные архитектурные работы
За весь период творческой биографии К. С. Мельниковым осуществлено в натуре 27 архитектурных проектов. До наших дней полностью или частично сохранилось 16 работ архитектора.
| Год окончания строительства | Название проекта | Местонахождение                                               | Современное состояние                                                                                     |
| --------------------------- | --- | ------------------------------------------------------------- | --- |
| 1917                        | Жилые и рабочие помещения московского автомобильного завода АМО                                                                              | Москва, улица Тюфелева Роща                                   | Не сохранился                                                                                             |
| 1923                        | Павильон «Махорка» на Всероссийской сельскохозяйственной и кустарно-промышленной выставке                                                    | Москва, Нескучный сад                                         | Не сохранился                                                                                             |
| 1924                        | Саркофаг для Мавзолея В. И. Ленина | Москва, Красная площадь                                       | В 2014 году части саркофага обнаружены в Государственном историческом музее-заповеднике «Горки Ленинские» |
| 1924                        | Ново-Сухаревский рынок | Москва, Большой Сухаревский переулок, 9                       | Не сохранился                                                                                             |
| 1924                        | Здание конторы Ново-сухаревского рынка | Москва, Большой Сухаревский переулок, 9                       | Сохранился со значительными искажениями фасадов и переделками                                             |
| 1925                        | Павильон СССР на Международной выставке современных декоративных и промышленных искусств                                                     | Париж, проспект Кур-ля-Рен                                    | Не сохранился                                                                                             |
| 1925                        | Торгсектор СССР на Международной выставке современных декоративных и промышленных искусств                                                   | Париж, Эспланада Инвалидов                                    | Не сохранился                                                                                             |
| 1926                        | Павильон СССР на Международной ярмарке в Салониках                                                                                           | Салоники                                                      | Не сохранился                                                                                             |
| 1926                        | Катафалк для похорон Л. Б. Красина | Москва                                                        | Не сохранился                                                                                             |
| 1926                        | Бахметьевский гараж | Москва, ул. Образцова, 19-а                                   | Отреставрирован, перестроен                                                                               |
| 1929                        | Гараж для грузовых машин | Москва, ул. Новорязанская, 27                                 | Нуждается в реставрации                                                                                   |
| 1929                        | Дом-мастерская К. С. Мельникова | Москва, Кривоарбатский переулок, 10                           | Нуждается в реставрации                                                                                   |
| 1929                        | Центральный парк культуры и отдыха им. А. М. Горького                                                                                        | Москва, Крымский вал, 9                                       | Частично реставрирован                                                                                    |
| 1929                        | Дом культуры им. И. В. Русакова | Москва, ул. Стромынка, 6                                      | Нуждается в реставрации                                                                                   |
| 1929                        | Клуб Дорхимзавода имени М. В. Фрунзе | Москва, Бережковская набережная, 28                           | Отреставрирован                                                                                           |
| 1929                        | Столовая при Клубе завода им. М. В. Фрунзе                                                                                                   | Москва, Бережковская набережная, 28                           | Отреставрирован                                                                                           |
| 1929                        | Дом культуры химиков завода «Каучук», при участии инженера Г. Г. Карлсена                                                                    | Москва, ул. Плющиха, 64                                       | Находится на реставрации                                                                                  |
| 1929                        | Столовая при Доме культуры химиков завода «Каучук»                                                                                           | Москва, ул. Плющиха, 64                                       | Не сохранился                                                                                             |
| 1929                        | Клуб фабрики «Свобода» | Москва, ул. Вятская, 41 а                                     | Отреставрирован, утрачены планировка и интерьеры памятника                                                |
| 1929                        | Клуб фабрики «Буревестник» | Москва, ул. 3-я Рыбинская, 17/1                               | Отреставрирован                                                                                           |
| 1930                        | Клуб фарфорового завода им. газеты Правда | г. Ликино-Дулёво, ул. Ленина, 1                               | Находится на реставрации                                                                                  |
| 1930                        | Планировка партера ЦПКиО им. Горького | Москва, ул. Крымский вал, 9                                   | Сохранилась частично                                                                                      |
| 1931                        | Реконструкция Московского камерного театра (сейчас Московский Драматический Театр им. А. С. Пушкина) (совместно с В. А. и Г. А. Стенбергами) | Москва, Тверской бульвар, 23                                  | Сохранилась частично                                                                                      |
| 1934                        | Гараж Интуриста (совместно с В. И. Курочкиным)                                                                                               | Москва, ул. Сущёвский вал, 33                                 | Отреставрирован                                                                                           |
| 1936                        | Гараж для «Госплана» (совместно с В. И. Курочкиным)                                                                                          | Москва, ул. Авиамоторная, 63, стр. 1                          | Находится на реставрации                                                                                  |
| 1947                        | Схема окраски корпусов мясокомбината им. Микояна                                                                                             | Москва, ул. Талалихина, 41                                    | Не сохранился                                                                                             |
| 1949                        | Памятник дважды герою Советского Союза С. А. Козаку                                                                                          | Украина, Житомирская область, г. Коростень, ул. Грушевского,8 | Нуждается в реставрации                                                                                   |
| 1950                        | Интерьер Центрального универмага | Саратов                                                       | Не сохранился                                                                                             |

### Неосуществлённые архитектурные проекты
Помимо осуществлённых в натуре зданий и сооружений творческое наследие К. С. Мельникова включает в себя более 70 нереализованных проектов, в том числе (выборочно):
- 1918—1922 — Планировка Бутырского района Москвы по плану «Новой Москвы»;
- 1922 — Планировка Ходынского поля Москвы по плану «Новой Москвы»;
- 1922—1923 — Комплекс показательных жилых домов для рабочих в Москве (девиз «Атом»);
- 1923 — Дворец Труда в Москве (девиз «Нерв»);
- 1924 — Павильон московского отделения газеты «Ленинградская правда» на Пушкинской площади (победили братья Веснины, не было сооружено);
- 1924 — Здание акционерного общества «Аркос» в Москве на ул. Ильинка;
- 1925 — Гаражи на 1000 такси в Париже;
- 1925 — Крематорий на Донской улице в Москве;
- 1927 — ДК им. Зуева в Москве (сооружён И. Голосовым);
- 1928 — Административный центр г. Ульяновска;
- 1929 — Памятник Христофору Колумбу в Санто-Доминго (не был сооружён);
- 1929 — Сблокированные жилые дома (дом-коммуна);
- 1929—1930 — Зелёный город в Пушкинском районе Московской области;
- 1931 — Театр московского областного Совета профессиональных союзов (МОСПС) на улице Каретный ряд в Москве;
- 1931 — Реконструкция Арбатской площади в Москве;
- 1931—1933 — Дворец народов в Москве на Кропоткинской набережной;
- 1932—1933 — Дворец труда в Ташкенте (1-я премия);
- 1934 — Народный комиссариат тяжёлой промышленности (Наркомтяжпром) на Красной площади в Москве (не было сооружено);
- 1935 — Планировка района Лужников в Москве;
- 1938 — Застройка проездов Новинского бульвара в Москве;
- 1944 — Типовая русская баня;
- 1950 — Планировка и застройка посёлка Вязовка Саратовской области (не был осуществлён);
- 1951 — Железнодорожный вокзал в г. Новосибирске;
- 1954 — Монумент в честь 300-летия воссоединения Украины с Россией на площади Киевского вокзала в Москве;
- 1955 — Пантеон СССР на Ленинских горах в Москве (не был осуществлён);
- 1959 — Дворец Советов на Ленинских горах в Москве (не был осуществлён);
- 1962 — Павильон СССР на Международной выставке в Нью-Йорке;
- 1967 — Детский кинотеатр на улице Арбат в Москве.

### Литературное наследие
Литературное наследие К. С. Мельникова состоит из автобиографической монографии «Архитектура моей жизни», рукопись которой была окончена им в 1967 году и опубликована в 1985 году в составе книги «Константин Степанович Мельников: Архитектура моей жизни. Творческая концепция. Творческая практика» под редакцией А. А. Стригалёва и И. В. Коккинаки. В этот же сборник вошли статьи и высказывания К. С. Мельникова о природе архитектуры, архитектурном творчестве, о его личных взглядах. Здесь же представлено «кредо» возглавляемой Мельниковым Мастерской № 7 Моспроекта, учебные программы, лекции и выступления архитектора. На основе воспоминаний и размышлений К. С. Мельникова с максимальным сохранением авторской редакции составлено издание «К. С. Мельников. Архитекторское слово в его архитектуре». Книга содержит материалы, завещанные архитектором своему сыну, Виктору Константиновичу.

## Память
- Улица Архитектора Мельникова в Москве.
- Фильм «Мельников» (2023, реж. Марина Мария Мельник, лауреат премии «Золотой орёл» за 2023 год в номинации «Лучший неигровой фильм»).
- В июле 2024 года в честь Константина Мельникова в Театр — Сцена «Мельников» был переименован Театр Романа Виктюка[55].

### На русском
- Константин Степанович Мельников: Архитектура моей жизни. Творческая концепция. Творческая практика / А. Стригалёв, И. Коккинаки. — М.: Искусство, 1985. — 311 с.
- Константин Мельников. Рисунки и проекты: Каталог выставки. — М.: Советский художник, 1989. — 125 с. — ISBN 978-5269001739.
- Мельников К. С. Архитекторское слово в его архитектуре / Адамов О. И.. — М.: Архитектура-С, 2006. — 144 с. — ISBN 5-9647-0091-8.
- Хан-Магомедов С. О. Кривоарбатский переулок, 10: Путеводитель. — М.: Московский рабочий, 1984. — 64, [16] с. — (Биография московского дома). — 70 000 экз.
- Хан-Магомедов С. О. Константин Мельников. — М.: Архитектура-С, 2006. — 296 с. — 3000 экз. — ISBN 978-5-9647-0095-1.
- Хан-Магомедов С. О. Дом-мастерская архитектора Константина Мельникова. — М.: Архитектура-С, 2006. — 80 с. — 3000 экз. — ISBN 5-9647-0109-4.
- Стригалёв А. А. Константин Степанович Мельников. — М.: Искусство, 1985. — 364 с.
- Зодчие Москвы. — М.: Московский рабочий, 1988. — Т. 2. — С. 190—199. — 368 с. — 5100 экз. — ISBN 5-239-00057-3.
- Хазанова В. Э. Из истории советской архитектуры 1926—1932 гг. Документы и материалы. Рабочие клубы и дворцы культуры. — М., 1984.
- Лухманов Н. Архитектура клуба. — М.: Теакинопечать, 1930. — 102 с.
- Раппапорт А. "Инфантилизм и схематизм в архитектуре Мельникова" // Творчество. — 1990.
- Егор Егорычев: Дом Мельниковых: Константина и Виктора. — М.: Москва, которой нет, 2013. — 64 с. — 2000 экз.
- Кузнецов Павел, Чепкунова Ирина, Коробьина Ирина. Архитектор Константин Мельников. Павильоны, гаражи, клубы и жильё советской эпохи. — М.: Кучково поле, 2015. — 192 с. — ISBN 978-5-902667-07-0.

### На английском
- Starr, S. Frederick. Melnikov: Solo Architect in a Mass Society. — Princeton. — Princeton University Press, 1978. — ISBN 0-691-03931-3.
- Pallasmaa, Juhani, Gozak, Andrei. The Melnikov house. Moscow (1927—1929): Konstantin Melnikov. — Academy Ed., 1996. — ISBN 1-85490-413-2.
- MacEl, Otakar, Fosso, Mario. Konstantin S. Mel'Nikov and the Construction of Moscow. — Skira, 2001. — 312 p. — ISBN 9788881185399.

### На итальянском
- De Magistris, Alessandro. La casa cilindrica di Konstantin Melnikov: 1927—1929. — Celid, 1998. — ISBN 978-8876613340.

### На немецком
- Pare, Richard. Die verlorene Avantgarde. — Schirmer/Mosel Verlag Gm, 2007. — ISBN 9783829602990.